# Omosessualità nel cinema
Caro William Shakespeare, ho 14 anni e sono queer come te, studio arte e volevo essere un artista queer come Leonardo da Vinci e Michelangelo Buonarroti, ma il mio preferito è Francis Bacon, leggo Allen Ginsberg e Arthur Rimbaud, amo Pëtr Il'ič Čajkovskij, farò film come Sergej Michajlovič Ėjzenštejn, Friedrich Wilhelm Murnau, Pier Paolo Pasolini e Luchino Visconti. Con affetto.
L'omosessualità nel cinema è stata ritratta in molti modi diversi a seconda del periodo storico, del paese in cui i film sono stati realizzati e anche della visione personale che il regista ne ha voluto dare; viene mostrata in commedie, nel cinema sperimentale e in quello d'orrore, storico, poliziesco, di denuncia e biografico.
Nel corso della storia del cinema si è verificata una significativa evoluzione nel modo in cui ci si è accostati a questo argomento; da un punto di vista semplicistico, con la raffigurazione sarcastica del personaggio gay che spesso cade in manierismi stereotipati o che viene visto come spietato assassino o disturbato psicologicamente, si è arrivati ad un approccio decisamente meno superficiale per molte delle pellicole prodotte negli ultimi decenni.
A lungo un tema controverso, al punto che a Hollywood ne è stata per lungo tempo proibita la rappresentazione esplicita, o comunque positiva, dal cosiddetto "Codice Hays", oggi esistono numerosi festival in tutto il mondo dedicati a premiare i migliori film a tema LGBT e una corrente cinematografica detta New Queer Cinema è sorta per indicare una ricca serie di opere proposte e presenti a partire dagli anni novanta del Novecento.
Gran parte di questi ultimi film si soffermano maggiormente su questioni riguardanti il coming out o l'omosessualità adolescenziale e cercano di proiettare sullo spettatore la realtà in cui gli omosessuali dei nostri giorni si possono ritrovare. Questi cambiamenti e correzioni di rotta sono in realtà avvenuti prima nel cinema europeo che in quello statunitense.
È possibile inoltre distinguere film esplicitamente a tema LGBT, in cui cioè la trama principale ruota attorno a protagonisti omosessuali e alle loro relazioni con gli altri e con l'ambiente, da film in cui qualcuno dei personaggi secondari è LGBT e poca o nessuna influenza sulla trama è data dalla loro sessualità, e da quelle pellicole che pur non essendo a tema LGBT contengono al loro interno componenti - le quali possono o meno essere volute - di omoerotismo.
La maggior parte di questi film si concentrano sull'omosessualità o sulla bisessualità maschile, mentre il lesbismo e la transessualità sono stati presi in considerazione meno frequentemente.

## A Hollywood

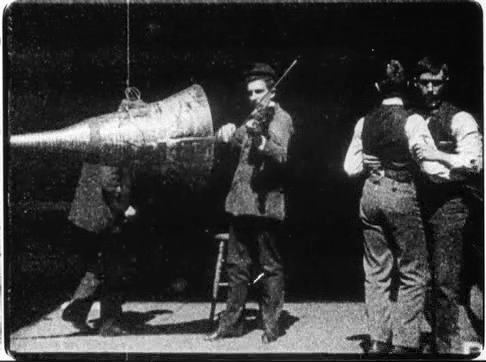
Una scena del film Dickson Experimental Sound Film.

A partire dal mediometraggio muto Lot in Sodom (1933), che indicava gli omosessuali come pericolosi individui depravati e ossessionati dal sesso, Hollywood ha fatto un lungo percorso per arrivare a I segreti di Brokeback Mountain (2005), in cui vengono invece presentate al grande pubblico due persone dello stesso sesso che hanno una relazione d'amore tra loro, in una maniera del tutto normale, con aspetto tradizionalmente maschile e senza alcuna patologia tale da poter giustificare la presenza del personaggio all'interno del film.

### Cinema muto
L'omosessualità è presente nella cinematografia fin dall'inizio della sua storia: due uomini che ballano un valzer con un altro che suona assorto il violino, in un film sperimentale della Edison Studios datato 1895 (Dickson Experimental Sound Film), rappresentano la prima suggestione omoerotica reperibile in pellicola..
Il cinema muto è ricco, poi, di fugaci apparizioni d'individui omosessuali genericamente rappresentati, se uomini, con una gestualità affettata ed esagerata effeminatezza, o truccati o con all'occhiello un garofano verde (simbolo distintivo dello scrittore omosessuale Oscar Wilde); una tale raffigurazione garantiva l'immediato riconoscimento da parte del pubblico ed era tesa a suscitare la risata. È il caso di A Florida Enchantment, del 1914, nel quale una coppia di uomini propone a due donne di ballare; le due si guardano e subito dopo cominciano a danzare tra di loro. Gli uomini rimasti così senza compagna fanno lo stesso.
Un altro esempio è dato da una scena di Charlot macchinista (1916) di Charlie Chaplin ove lo stesso Chaplin si trova a baciare una donna vestita da maschio, conoscendone il suo vero sesso; a quel punto un uomo manifestamente effeminato che li vede comincia ad avvicinarsi per attrarne l'attenzione fino a che Chaplin esasperato dalla sua invadenza non è costretto a farlo uscir di scena con un calcio ben assestato nel sedere.
Il personaggio gay è facilmente identificabile anche in film come Algie, the miner (1912), The Soilers (1923) e Wandered of the West (1927). Anche se i riferimenti alle eventuali preferenze sessuali o emotive "diverse" di questi personaggi non venivano mai esplicitati il pubblico poteva facilmente riconoscerli dall'apparenza estremamente educata o dal carattere remissivo, dai baffi estremamente sottili o dal trucco alquanto grottesco.
Altri film che includono queste figure, a cavallo tra gli anni venti e trenta e col primo avvento del sonoro, sono La canzone di Broadway (1929), Our Betters (1932), Cerco il mio amore (1934) e Myrt and Marge.

### Dagli anni '30 agli anni '60

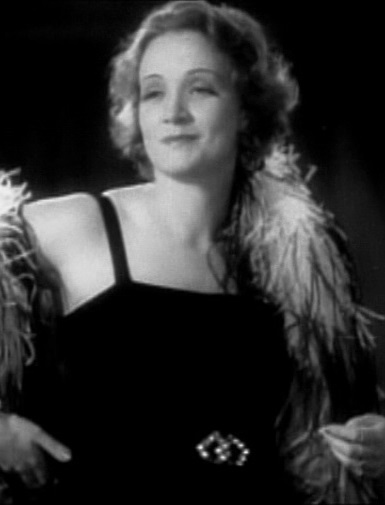
Marlene Dietrich nel 1930 in Marocco.

Bisognerà aspettare il 1930 per vedere il primo celebre bacio omosessuale della storia del cinema: Marlene Dietrich, nel film Marocco, travestita da uomo durante uno spettacolo, dà un bacio a una donna del pubblico. Di poco successivo è Sangue ribelle (1932) che ritrae il primo bar gay che il cinema abbia mai immortalato. e in cui due ballerini, dalle sembianze femminili, cantano e ballano quasi travestiti fra i tavoli.
In questo periodo si può confrontare la parodia di uomini vestiti o che si atteggiano da donne, con la rappresentazione di donne che assumevano ruoli decisamente maschili; mentre la prima situazione come detto era oggetto di battute e situazioni comiche, la seconda era invece giudicata affascinante sia da parte degli uomini sia delle donne.
Una tal reazione può essere ben notata nel succitato Marocco, in cui una Dietrich in smoking in un night club applaudita da tutti i presenti bacia un'altra donna sulla bocca. Altro film con riferimenti al lesbismo e alle "donne mascoline" in genere è La regina Cristina (1933) dove, anche se la storia è stata modificata per non dover fare alcun riferimento diretto all'omosessualità di Cristina di Svezia, è comunque presente la stretta, affiatata e sodale amicizia tra lei e una delle proprie servitrici. E proprio Greta Garbo, qui protagonista assieme alla Dietrich, divenne presto una delle prime icone lesbiche per eccellenza del '900.

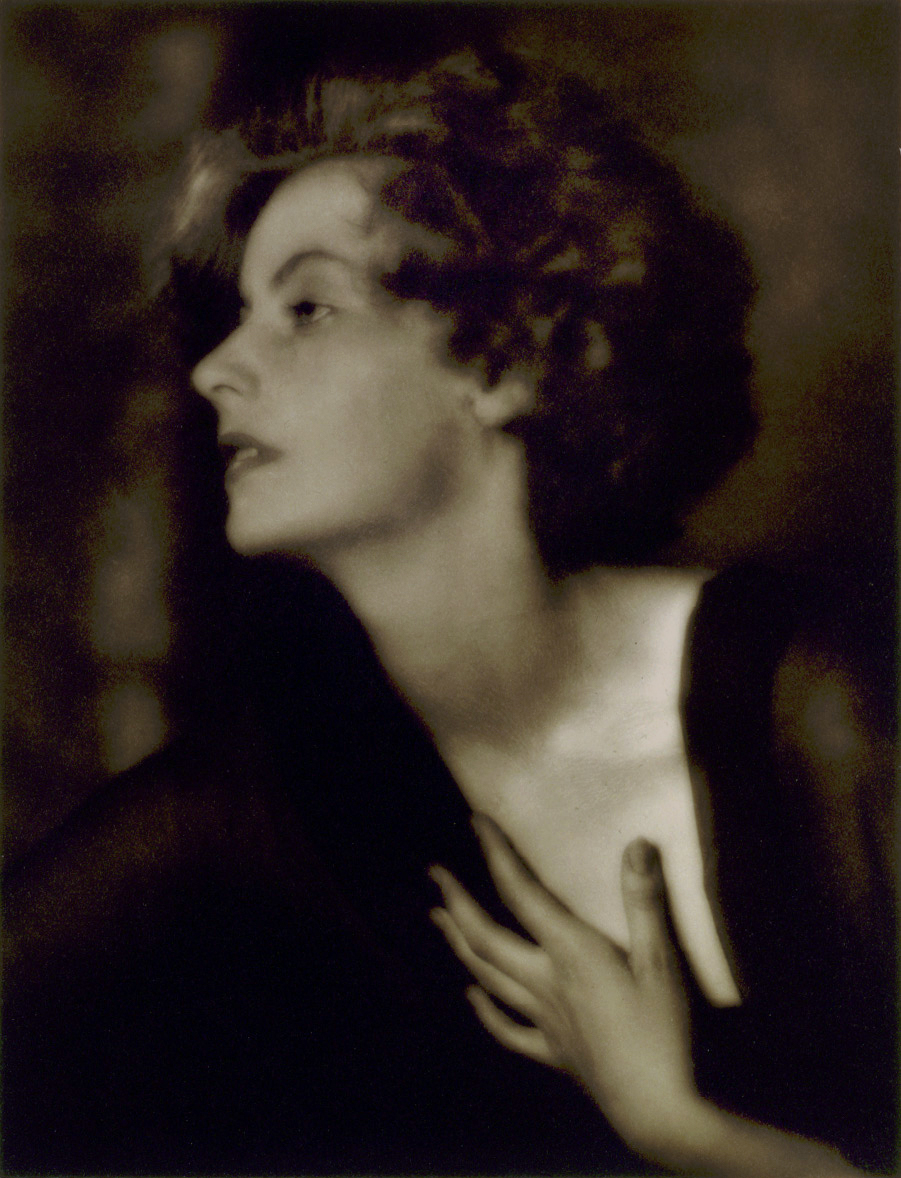
Greta Garbo nel 1925, una delle prime icone lesbiche del cinema.

Per reazione alla libertà espressiva dei primi anni del cinema, nel corso degli anni trenta esso fu messo sotto processo sia da parte di cattolici sia di protestanti. Furono fondate delle commissioni di censura per tagliare i contenuti ritenuti osceni: la "Legione della decenza" e la "Lega delle donne" minacciavano di promuovere boicottaggi nei confronti di quei film considerati indecenti e poco esemplari per la società.
Per frenare queste pressioni, l'industria di Hollywood ha dato la sua approvazione al Codice Hays (dal nome del suo ideatore Bill Hays) il cui scopo era quello di censurare tutti i temi ritenuti indecenti. Tra questi vi erano tutte le scene di nudità, di baci troppo ardenti, di aborto, prostituzione o di perversioni sessuali in genere, tra le quali vi era ovviamente inclusa anche l'omosessualità in quanto considerata tale.
Per quasi tre decenni, la censura è stata autorizzata a cambiare tutti i dialoghi, le scene, i personaggi e le trame che non erano coerenti con i principi del codice: Così in Giorni perduti (1945) i dubbi riguardanti la sessualità del protagonista che sono presenti nel romanzo su cui si basa, sono messi totalmente in sordina. Odio implacabile (1947), tratto da un libro che si occupava di un omicidio di omosessuali, è diventato un film sull'assassinio degli ebrei.
La figura dell'omosessuale non sparì comunque del tutto dalle pellicole, divenendo però molto più difficile da identificare: i registi fecero ricorso ad allusioni, codici, piccoli stereotipi (ad esempio: l'attaccamento alla madre, la sensibilità artistica, l'amicizia virile...) che erano relativamente espliciti per la loro epoca, ma che lo spettatore di oggi può avere difficoltà a decodificare. La difficoltà d'identificazione caratterizzò in effetti tutto il cinema successivo fino ai primi anni settanta.
La principale differenza con il periodo precedente è che gli omosessuali smettono di costituire un elemento comico, per assumere invece sempre più il ruolo di personaggi depravati e perversi, essendo ciò più in linea con il concetto di omosessualità che il Codice Hays intendeva trasmettere alla società. Film come La figlia di Dracula (1933), Rebecca - La prima moglie di Alfred Hitchcock (1940) con la signora Danvers (Judith Anderson) morbosamente attaccata alla sua defunta padrona Rebecca, o più tardi, Prima colpa (1950) con figure femminili decisamente mascoline in grado di perseguire i loro obiettivi senza alcuno scrupolo, e Chimere (1950) con Lauren Bacall che interpreta la parte di una donna bisessuale che vive una vita autodistruttiva e disordinata, sono solo alcuni esempi di questa nuova visione dell'omosessuale nella storia cinematografica.
Anche in Nodo alla gola (1948), due giovani uomini uniti da una storia d'amore, appena suggerita e allusa, uccidono un loro compagno di studi in nome di una contorta interpretazione del Superuomo/Oltreuomo di Nietzsche. Si pensi infine alla violenza del personaggio velatamente omosessuale di Plato (nome in inglese di Platone con allusione all'antica Grecia) in Gioventù bruciata (1955). Tutte figure accomunate dal fatto che di solito scontavano con la morte le loro colpe.
Essendo impossibile fare riferimento diretto all'omosessualità, essa veniva insinuata per mezzo di allusioni rivolte soprattutto a quel pubblico che poteva facilmente identificarvisi. Così, in Il mistero del falco (1941) il personaggio interpretato da Peter Lorre, che nel romanzo originale è gay, è rappresentato in una scena evidenziandone la profumata gardenia durante l'esecuzione di un brano musicale molto sensuale.

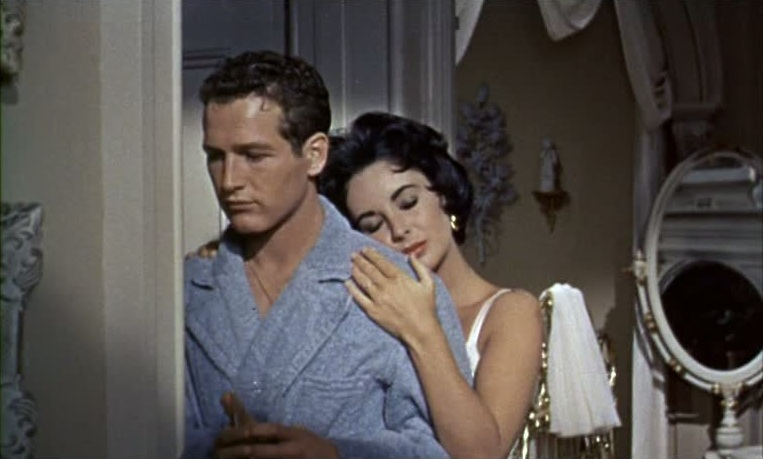
Il film La gatta sul tetto che scotta è stato censurato per nascondere l'omosessualità del protagonista maschile interpretato da Paul Newman.

Si prenda come altro esempio il film La gatta sul tetto che scotta (1958), nel quale l'attrazione tra il protagonista e un amico è solo accennata, nonostante l'opera teatrale da cui fu tratta la sceneggiatura fosse più generosa d'indizi sulla natura omoerotica dell'attaccamento del protagonista per l'amico.
Addirittura, in Improvvisamente, l'estate scorsa (1960) non viene mai mostrato per tutto il film il volto (se ne scopre solo l'ombra) del personaggio attorno al quale ruota tutta la vicenda, un omosessuale dal nome evocativo di "Sebastian" che si serve della madre (appassionata di piante carnivore) e della cugina per attirare le sue "prede": poveri adolescenti che finiscono per linciarlo.
Dopo questi due film, la spinta al moralismo imperante si attenua, e il cinema diventa progressivamente più esplicito nel rappresentare l'omosessualità. Nel 1962 uscì Sapore di miele, un film nel quale la protagonista, una scandalosa madre sola, incontra un omosessuale dolce e sensibile che si offrirà di sposarla. Dopo una parentesi di tenerezza, i due torneranno alla loro dura vita di single.
All'inizio degli anni sessanta la censura cominciò un po' alla volta ad allargare le proprie maglie e il Codice Hays smise gradualmente di essere applicato alla maggior parte delle situazioni in esso contemplate; c'era però ancora da abbattere un ultimo tabù, quello costituito dal mostrare apertamente dei personaggi omosessuali.
Cominciarono così a uscire film che affrontavano chiaramente la questione della realtà di persone gay e lesbiche, sempre però attraverso uno stereotipo che doveva accompagnare questi personaggi: essi dovevano condurre un'esistenza quantomai travagliata che si doveva concludere con una tragica fine, o attraverso una morte violenta o tramite il suicidio.
Alcuni esempi a questo proposito sono rappresentati dal personaggio interpretato da Sal Mineo in Gioventù bruciata (1955), dal film Anime sporche (1962) e da Tempesta su Washington (1962); in quest'ultima pellicola si può vedere un senatore statunitense che viene ricattato a causa della sua omosessualità. Anche in Quelle due (1962) il personaggio interpretato da Shirley MacLaine vive una situazione tormentata per essersi innamorata di Audrey Hepburn e infine si suicida.
Alla fine degli anni sessanta anche la stessa parola "omosessuale" comincia a venir usata apertamente in alcuni film, nonostante domini ancora la visione truculenta, disgraziata e raccapricciante della vita di lesbiche e gay: Inchiesta pericolosa (1968) narra la storia di un detective che deve svolgere un'indagine per risolvere un caso di omicidio riguardante il giovane figlio omosessuale di un importante politico del luogo, brutalmente assassinato su una spiaggia.
La volpe, tratto da un racconto di David Herbert Lawrence, è la storia di un triangolo amoroso: un uomo s'intromette nella serena vita di due donne lesbiche, riesce a "convertirne" una all'eterosessualità mentre l'altra muore schiacciata sotto un albero.
Quei due (1969) è una tragicommedia a tema gay: Richard Burton e Rex Harrison incarnano la classica coppia di parrucchieri gay, invischiati in situazioni sgradevoli e accusati di vari scandali, offese al pudore e insulti alla moralità pubblica.

### Dagli anni '70 a oggi
Al principio degli anni settanta, quando il movimento di liberazione omosessuale stava facendo i suoi primi passi, uscirono le prime pellicole nelle quali si notava una piccola quanto significativa evoluzione nel rapporto tra l'industria cinematografica e omosessualità.
Festa per il compleanno del caro amico Harold (1970) di William Friedkin è stato il primo film riguardante questo tema con un finale non-tragico prodotto da Hollywood, anche se per la visione ancora molto stereotipata che dà di personaggi omosessuali non è stato molto ben accolto dagli attivisti; la storia riguarda un gruppo di amici che si ritrova per festeggiare il compleanno di uno di loro: alcuni dei personaggi riflettono sulla loro condizione sessuale con una certa autocommiserazione.
Cabaret (1972) diretto da Bob Fosse è andato un passo oltre, mostrando il personaggio interpretato da Michael York (che se tra le righe può essere letto fin dal principio come un omosessuale che ha una inaspettata relazione con una donna, almeno a un certo punto ammette esplicitamente di essere andato a letto con un altro personaggio maschile) come una persona assennata, non superficiale e con la testa sulle spalle che non prova alcun sentimento di colpa specificamente nei confronti del proprio orientamento sessuale.
Nonostante queste eccezioni, per poter continuare liberamente a mostrare l'omosessualità nei film, con Punto zero (1971) e Una strana coppia di sbirri (1974) si ritorna al vecchio stereotipo del gay delinquente e trasgressore della legge che alla fine viene giustamente punito.
Varcata la soglia degli anni ottanta film come Windows (1980) da una parte e Cruising (1980) dall'altra hanno insistito ancora una volta sulla visione di lesbiche e gay come pericolosi assassini, completamente folli e senza alcuno scrupolo morale; la trama di quest'ultima pellicola trattava di un assassino seriale che va alla ricerca delle sue vittime nei locali leather: la cosa inedita e senza precedenti è però che ciò causò una forte reazione da parte degli attivisti omosessuali.
Oramai stanchi di vedere come Hollywood continuasse imperterrita a ritrarli in una maniera così fortemente negativa e consapevoli dell'influenza che ciò poteva avere nell'immaginario collettivo della società, la comunità gay organizzò diverse proteste di massa in molte città americane al fine di ostacolarne la distribuzione. Infine la pellicola venne ritirata dalle sale e le dimostrazioni servirono a far sì che l'industria del cinema incominciasse a prender coscienza della potenzialità e capacità di opporsi dell'associazionismo omosessuale davanti a un eccesso di cattiva immagine che il cinema voleva continuare a dare di loro.
Del 1982 è la commedia poliziesca Lui è mio (Partners) in cui due agenti di polizia devono fingere di essere una coppia gay per cercar di risolvere l'omicidio di un giovane omosessuale e catturarne l'assassino.
Così, un poco alla volta anche Hollywood cominciò a produrre film rivolti al grande pubblico che cercavano di trattare con maggior rispetto la figura della persona omosessuale. I pionieri in tal senso furono due film, entrambi girati nel 1982: Making Love di Arthur Hiller, raffigurante una relazione tra due uomini, e Due donne in gara che ruota attorno all'amore tra due donne.
Nel primo film si racconta in particolare di un medico sposato che sperimenta per la prima volta nella vita una crisi nella sua sessualità, e che comincia quindi una storia d'amore con uno scrittore gay; il secondo racconta invece una storia d'amore tra due atlete che viene però bruscamente troncata quando una delle due incomincia una relazione eterosessuale.
In questo momento e fino ai primi anni novanta Hollywood ha prodotto diversi film in cui i personaggi e le relazioni omosessuali, in particolare quelle tra lesbiche, vengono rappresentate in forme diverse da quelle precedenti; se in Silkwood (1983) il personaggio interpretato da Cher, una donna di nome Dolly, vive la propria omosessualità apertamente e senza apparenti problematiche, ancora ne Il colore viola (1985), Pomodori verdi fritti alla fermata del treno (1991) e Il silenzio degli innocenti (1991) i personaggi lesbici non si mostrano come tali rispetto ai romanzi su cui si basano.
Altre rappresentazioni del lesbismo in questo periodo si trovano in Basic Instinct (1992) e in Thelma & Louise (1991): per il primo si ripeterono le manifestazioni delle associazioni LGBT statunitensi contrarie alla presentazione, per l'ennesima volta, del personaggio omosessuale interpretato da Sharon Stone come uno spietato assassino; nel secondo invece la profonda amicizia tra i due personaggi femminili principali è stata comunemente interpretata come una relazione lesbica.
Dopo il film-documentario per la TV intitolato Guerra al virus (1993) è Philadelphia dello stesso anno a esser stata la seconda pellicola di alto budget e con attori famosi, come la coppia costituita da Tom Hanks e Antonio Banderas, ad affrontare la questione dell'AIDS negli Stati Uniti. Ciò ha contribuito a segnare un cambiamento, verificatosi proprio a partire dai primi anni novanta, che ha portato ad una rappresentazione più realistica degli omosessuali nei film hollywoodiani.
In seguito l'industria americana presenta tutta una serie di commedie che affrontano l'omosessualità come tema centrale o che comunque includono personaggi secondari omosessuali più sereni e virtuosi: Banchetto di nozze (1993) diretto da Ang Lee utilizza la struttura di stile sitcom per narrare le vicende di un giovane taiwanese fidanzato con un altro uomo che si trova costretto a sposare una ragazza per volere della famiglia cinese d'appartenenza.
A Wong Foo, grazie di tutto! Julie Newmar (1995) racconta le avventure di un gruppo di drag queen durante un viaggio effettuato nell'entroterra degli Stati Uniti.
Una struttura simile viene usata anche in In & Out (1997); questa volta è un professore di letteratura a veder esposta la propria omosessualità, fino a quel momento tenuta occultata, a seguito della confessione di un suo ex-alunno ora famoso attore durante l'intervista per un premio televisivo.
Il matrimonio del mio migliore amico (1997) è una commedia in cui il personaggio gay interpretato da Rupert Everett sostiene la sua più cara amica in una farsa per aiutarla a conquistare un ragazzo che è innamorato di un'altra.
Un altro esempio è dato da Qualcosa è cambiato (1997), in cui uno scrittore solitario e affetto da misantropia e omofobia interpretato da Jack Nicholson deve vedersela col suo vicino di casa, che è un artista gay dichiarato.
Flawless - Senza difetti (1999) di Joel Schumacher tratta di un'amicizia improbabile tra una guardia di sicurezza in pensione e la sua vicina di casa drag queen.
Anche in American Beauty (1999) viene toccato il tema dell'attrazione omosessuale e dell'omofobia.
In Mulholland Drive (2001) di David Lynch, la protagonista Diane Selwyn (Naomi Watts), sotto forma di sogno, reinventa la propria relazione sentimentale con l'attrice Camilla Rhodes (Laura Harring). Una volta risvegliatasi però, Diane dovrà fare i conti con la terribile verità: l'aver commissionato l'omicidio della donna amata. Nel 2016 Mulholland Drive è stato nominato il più grande film del XXI secolo in un sondaggio condotto da BBC Culture, mentre la rivista Sight & Sound lo posiziona all'ottavo posto nella lista dei migliori film di tutti i tempi.
Nel 2006 hanno ricevuto nomination per il premio Oscar ben tre film con tematiche LGBT: I segreti di Brokeback Mountain (8 candidature e tre premi vinti), Transamerica con due nomination e infine Truman Capote - A sangue freddo con cinque candidature e un premio assegnato come miglior attore.
Nel 2008 Sean Penn ha vinto l'Oscar come miglior attore per la sua performance in Milk, basato sulla biografia del politico gay californiano Harvey Milk.
Altri film di fama che includono tematiche LGBT sono Il talento di Mr. Ripley (1999), Colpo di fulmine - Il mago della truffa (2009) e il film TV Prayers for Bobby; quest'ultimo è basato sul romanzo di Leroy Aarons, che a sua volta proviene da una storia vera avvenuta tra la fine degli anni settanta e l'inizio degli anni ottanta.
Moonlight (2016) di Barry Jenkins, è stato il primo film a tematica LGBT ad ottenere l’Oscar al miglior film.
Per quanto riguarda il cinema d'animazione il film Lightyear, spin off della saga Toy Story, è stato il primo film prodotto da Pixar a contenere un bacio tra due donne. Ciò causò le proteste da parte di varie associazioni conservatrici negli Stati Uniti che ne ottennero la rimozione, ma fu reinserito dopo le proteste degli impiegati della stessa società di produzione, nonché il bando del film in ben quattordici Paesi. Il film Strange World è stato il primo film prodotto da Disney a includere nella trama una storia d’amore adolescenziale dichiaratamente omosessuale.

## Cinema americano di genere indipendente
La differenza principale tra l'industria hollywoodiana e la produzione del cinema indipendente nel trattare fin dall'inizio il tema omosessuale è stato che quest'ultimo lo faceva senza ergersi a giudice della sessualità dei personaggi. Questo periodo si definisce per la produzione cinematografica dei film d'exploitation la quale si focalizza sulla presentazione e descrizione di diverse tematiche controverse come la criminalità, la sessualità, la violenza e la droga.
Essa ha origine negli anni trenta in cui vari argomenti quali uso di sostanze, incroci razziale, promiscuità, omosessualità, aborto e fornicazione venivano evidenziate, ufficialmente per "prevenirne i pericoli"; ma fu proprio l'alta popolarità di questo genere a permettere tra gli anni sessanta e settanta la fine dell'applicazione del Codice Hays.
Durante il periodo d'oro dell'exploitation l'estetica camp dell'effeminatezza acquisì spessore e la cultura del velato anteriore ai moti di Stonewall già comportava e inseriva notevoli riferimenti all'identità transgender e allo stile drag queen.
Uno dei primi film sul travestitismo che sono stati girati al di fuori del circuito hollywoodiano è stato Glen or Glenda (1953) diretto e interpretato da Edward D. Wood Jr., che ha basato la sua storia sulla vita di Christine Jorgensen, una delle prime persone transgender ad aver effettuato il cambio di sesso.
Altro regista iconoclasta è stato sotto questo punto di vista Kenneth Anger il quale ha influenzato in maniera significativa il cinema moderno e i cui film, tra cui il più famoso intitolato Scorpio Rising (1962) si occupa di feticismo gay, occultismo e tossicodipendenza.
Durante la seconda metà degli anni sessanta il regista Paul Morrissey, con la produzione di Andy Warhol, ha girato numerosi film sperimentali che trattano l'omosessualità e la transessualità senza alcuna esitazione; questi vengono a includere Cowboy solitari (1968), un western ambientato in una città abitata da soli uomini in cui i "cavalieri della prateria" si accarezzano e hanno rapporti sessuali tra di loro (vi anche una "sissy", cocco di mamma effeminato e languido), ed in particolare la trilogia composta da Flesh (1968), Trash - I rifiuti di New York (1970) e Calore (1972): tutte pellicole che aprirono la strada nel mostrare il corpo maschile come obiettivo erotico che convertirono l'attore Joe Dallesandro in un simbolo della sessualità gay.
Film come quelli di Warhol e Morrisey, assieme all'aumento della controcultura degli anni sessanta, hanno permesso la nascita del cinema underground, un genere in cui s'inserirono vari registi le cui opere si caratterizzano per l'aver affrontato ad esempio il lesbismo dalla posizione politica del femminismo. La prima a far ciò è stata Barbara Hammer, che dal 1968 in poi ha girato numerosi film sperimentali su questo argomento e che sono considerati pionieri del tema.
Del 1971 è Pink Narcissus di James Bidgood mentre dell'anno successivo è Pink Flamingos (traduzione letterale: Fenicotteri rosa), film trash di John Waters.
Non si può dimenticare di far riferimento all'inclassificabile e imprescindibile musical The Rocky Horror Picture Show (1975) il quale combina in una maniera magistrale il divertimento e il trasformismo, il rock and roll, la rappresentazione dell'omosessualità nelle prime relazioni sessuali dei suoi protagonisti.
Dagli anni novanta in poi, vi è stato un proliferare di nuove produzioni indipendenti a tematica LGBT, grazie alla creatività di nuovi cineasti. Per questa nuova corrente è stato coniato il termine New Queer Cinema. I due precursori sono stati Mala Noche (1985) di Gus Van Sant e Parting Glances (1986) in cui l'attore Steve Buscemi interpreta un musicista omosessuale sieropositivo; questa è stata la prima produzione ad affrontare apertamente quest'argomento al cinema, ossia il tema dell'epidemia di AIDS allora montante.
Amici, complici, amanti (1988) diretto da Paul Bogart, è la trasposizione cinematografica di uno spettacolo teatrale di Broadway, scritto e interpretato da Harvey Fierstein, che è anche protagonista della pellicola (Arnold), e Anne Bancroft nella parte della madre di Arnold. Il film racconta la storia di Arnold, cantante di origini ebraiche che si esibisce travestito da donna in un locale gay. Una sera incontra Ed, ma quest'ultimo decide di sposarsi con una donna. Dopo questa delusione, Arnold conosce Alan che ha lasciato la provincia ed è venuto a contatto con il mondo gay cittadino. Nonostante la differenza d'età fra i due nasce l'amore, e così decidono di andare a vivere insieme e di adottare un figlio. Un grave gesto d'intolleranza pone fine tragicamente alla storia proprio il giorno in cui prendono casa insieme. Rimasto solo, Arnold si riavvicina ad Ed, che dopo un divorzio e un tentato suicidio ha imparato ad accettare la propria omosessualità. Costruirà insieme a lui una famiglia adottando un adolescente inquieto (anch'egli gay) come Arnold aveva sognato di fare con Alan.
Nel 1991 escono Belli e dannati di Gus Van Sant e Poison di Todd Haynes. Altri titoli rappresentativi sono Swoon (1992) di Tom Kalin, Totally Fucked Up (1993) diretto da Gregg Araki e Go Fish (1994) di Rose Troche.
Secondo il critico Diego Tretorola in un "queer film" l'omosessualità è una "pratica" meno stabilizzata, vale a dire un'abitudine sociale, rispetto a una performance, un'azione che non può essere ripetuta né consumata. In tutti questi film la sessualità in genere non viene rappresentata necessariamente da immagini facilmente digeribili e accettabili, in quanto la sua sola presenza ha un valore talmente critico da destabilizzare fortemente i canoni più tradizionalisti.
Questa visione dell'aspetto omosessuale lontano dalle convenzioni sociali consolidate è ben presente anche in altri film del cinema indipendente, come Ho sparato a Andy Warhol (1995) basato sulla vita della femminista radicale Valerie Solanas, o i film diretti da John Cameron Mitchell.
Leather Jacket Love Story (1997) diretto da David DeCoteau e L'allievo (1998) di Bryan Singer. Dorian Blues (2004) racconta le vicissitudini di un adolescente gay alle prese con i tentativi di terapia di conversione. In The Adventures of Sebastian Cole (1998) diretto da Tod Williams si vede un giovane che va a vivere assieme all'ex patrigno Hank dopo che questi ha cambiato sesso; ora Henrietta aiuta il figliastro con la scuola.
Nel 1999 esce Boys Don't Cry, di Kimberly Peirce. Il film racconta la vera storia di Brandon Teena (Hilary Swank), un ragazzo transgender violentato e assassinato per transfobia. Il film si è aggiudicato un Golden Globe e un Premio Oscar alla migliore attrice protagonista a Hilary Swank, mentre Chloë Sevigny, che interpreta Lana Tisdel, la ragazza di cui Brandon si innamora, è stata candidata al Golden Globe e all'Oscar alla miglior attrice non protagonista.
Nel film cult Cruel Intensions (1999) di Roger Kumble, è presente l'iconica scena del bacio saffico tra Sarah Michelle Gellar e Selma Blair, la più celebre della pellicola. Le due attrici si sono aggiudicate un MTV Movie Award per il miglior bacio agli MTV Movie & TV Awards.
Alcune commedie romantiche, prive di qualsiasi pesantezza drammatica, hanno cercato di rappresentare le tematiche LGBT dal punto di vista della vita quotidiana: Amici per gioco, amici per sesso 1994), Jeffrey (1995), In cerca di Amy (1997) è la storia di due amici artisti comici, uno dei quali s'innamora di una collega che gli rivela d'essere lesbica; nonostante lo shock iniziale l'uomo decide di proseguire la sua amicizia con la giovane, Baciami Guido (1997), Trick (1999), Il club dei cuori infranti (2000), All Over the Guy (2001), Eating Out (2004) coi successivi sequel, Saved! (2005) e Longhorns (2011).
Il film Monster (2003) di Patty Jenkins, narra la vera storia della serial killer statunitense Aileen Wuornos (Charlize Theron), e della sua relazione con Selby (Christina Ricci), una ragazza lesbica non accettata dalla famiglia, conosciuta in un locale gay. La pellicola si è aggiudicata un Golden Globe e un Premio Oscar alla migliore attrice protagonista a Charlize Theron.
Sideline Secrets e Dream Boy, entrambi del 2008, il secondo è tratto dall'omonimo romanzo di Jim Grimsley.
A Single Man (2009), esordio alla regia per lo stilista Tom Ford, è l'adattamento del classico della letteratura gay Un uomo solo di Christopher Isherwood. Judas Kiss (2011) con la partecipazione del pornodivo Brent Corrigan.
Keep the Lights On (2012), diretto da Ira Sachs.
Registi apertamente gay sono Andy Milligan, Clive Barker, noto anche come scrittore, Roland Emmerich (l'autore di Stargate del 1994).
Nel 2015 esce Carol di Todd Haynes, basato sul romanzo del 1952 The Price of Salt di Patricia Highsmith. Ambientato nella New York degli anni cinquanta, il film racconta la storia d'amore tra la diciannovenne Therese (Rooney Mara), giovane aspirante fotografa, e Carol (Cate Blanchett), una donna alle prese con un difficile divorzio. Carol infatti dovrà scegliere se vivere liberamente la propria omosessualità, nonostante la chiusura di una società che non riesce a conciliare la figura materna con quella di una donna lesbica, o rinunciare all'amore di Therese per ottenere la custodia della figlia, al caro prezzo di continuare a vivere nella menzogna. Secondo il sito web statunitense Metacritic, si tratta del film più acclamato dalla critica specializzata mondiale di tutto il 2015. Fra i vari riconoscimenti il film si è aggiudicato la Queer Palm al Festival di Cannes 2015.
Nel film Atomica Bionda (2017) di David Leitch, tratto dalla graphic novel del 2012 The Coldest City scritta da Antony Johnston e illustrata da Sam Hart, l'agente segreto dell'MI6 Lorraine Broughton (Charlize Theron), viene inviata a Berlino Ovest per recuperare un importante documento. Giunta sul posto intreccerà una appassionata relazione con l'agente francese Delphine Lasalle (Sofia Boutella).
Nel 2017 esce Chiamami col tuo nome di Luca Guadagnino, adattamento cinematografico dell'omonimo romanzo di André Aciman. Ambientato nel nord Italia nel 1983, il film racconta la storia d'amore tra il diciassettenne Elio (Timothée Chalamet) e lo studente americano Oliver (Armie Hammer). La relazione tra i due protagonisti risulta priva di minacce interne o esterne e vengono dimostrate una grande apertura e accettazione. Lo stesso padre di Elio, in un toccante monologo, illustra al figlio le sue convinzioni riguardo alla natura della sua relazione con Oliver. Il film ha ottenuto tre candidature al Golden Globe 2018, e quattro candidature ai premi Oscar 2018, aggiudicandosi quello per la miglior sceneggiatura non originale a James Ivory. Il film è stato inoltre nominato Film LGBTQ dell'anno ai Dorian Awards 2018.
Nel 2018 esce il film biografico Bohemian Rhapsody di Bryan Singer. La pellicola ripercorre i primi anni del gruppo rock britannico dei Queen e la vita, nonché la scoperta della propria omosessualità, del loro leggendario frontman Freddie Mercury. Il film si aggiudicò 4 premi Oscar, tra cui quello al miglior attore protagonista a Rami Malek. Nel 2019 esce Rocketman, ancora un film biografico sulla vita del musicista omosessuale Elton John. In competizione per la Queer Palm al Festival di Cannes 2019 (premio poi assegnato a Ritratto della giovane in fiamme di Céline Sciamma), il film si aggiudicò il Golden Globe per il miglior attore in un film commedia o musicale a Taron Egerton. Questi due film contribuiscono a ricostruire, sia pure in forma narrativa e non documentaristica, l'impatto avuto da artisti dichiaratamente omosessuali nella musica leggera a partire dagli anni sessanta, soprattutto in Inghilterra (ma anche negli Stati Uniti), all'interno di un lungo elenco che potrebbe annoverare, tra gli altri, i Bronski Beat e i Frankie Goes to Hollywood.
Il film biografico Green Book (2018) di Peter Farrelly, narra la duplice emarginazione di un virtuoso pianista, sia nero sia omosessuale (Don Shirley). Il film ottenne un notevole successo e vinse tre premi Oscar: miglior film, miglior sceneggiatura originale e attore protagonista (Mahershala Ali).
In Tár (2022) di Todd Field, la direttrice d'orchestra Lydia Tár (Cate Blanchett) ha una relazione con Sharon (Nina Hoss), suo primo violino. Le due convivono insieme a Petra, figlia adottiva di Sharon, ma durante un'audizione Lydia fa la conoscenza di Olga, una giovane violoncellista russa che metterà in crisi il suo rapporto con Sharon. Candidato a sei premi Oscar, il film ha ricevuto inoltre una candidatura al Queer Lion.

## L'omosessualità nel cinema europeo

### Cinema tedesco
Durante i primi anni della storia del cinema, l'impero tedesco è stato il paese più prolifico nel ritrarre gli omosessuali. Dalla fine della prima guerra mondiale e fino all'avvento di Adolf Hitler al potere nella Germania nazista, è stato un fatto frequente che molti film facessero non soltanto allusioni all'omosessualità, ma che addirittura questa fosse la loro trama principale.
Sono stati prodotti inoltre decine di documentari e cortometraggi nei primi tre decenni del XX secolo che hanno provato a combattere il disprezzo rivolto nei confronti degli omosessuali, molti dei quali realizzati appositamente per l'Institut für Sexualwissenschaft (Istituto per la Scienza sessuale) creato dal pioniere e attivista del primo movimento omosessuale: il dottor Magnus Hirschfeld.

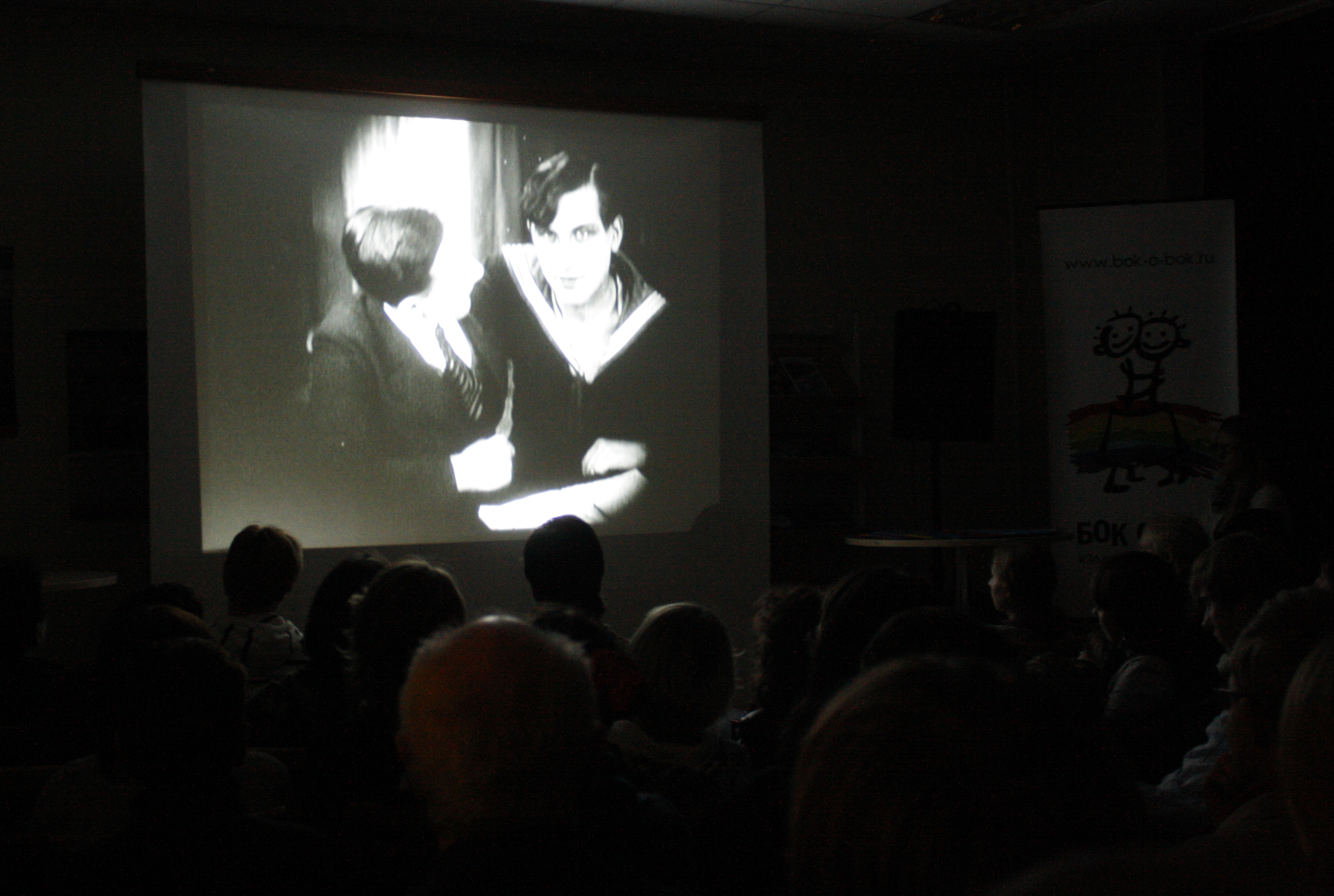
Una scena di Anders als die Andern.

Uno dei film in cui venne coinvolto Hirschfeld è stato Anders als die Andern (Diversi dagli altri, 1919); diretto da Richard Oswald tratta i temi dell'omofobia e delle persecuzioni causate dal paragrafo 175, un articolo del codice penale tedesco che puniva come crimine l'omosessualità maschile: la storia ruota attorno a un musicista che viene ricattato a causa delle sue preferenze sessuali.
La stessa trama verrà utilizzata 40 anni dopo in Inghilterra per girare Victim con Dirk Bogarde (un avvocato che, a causa della legge che perseguita gli omosessuali, è sottoposto a un tentativo di ricatto). Bandito quasi subito e in seguito bruciato, fu creduto perduto per sempre fino a quando non ne venne alquanto fortunosamente ritrovata una copia completa negli anni settanta.
Desiderio del cuore (Michael o Mikaël, 1924) di Carl Theodor Dreyer si basa sulla stessa storia del precedente film svedese Vingarne (Le ali, 1916) di Mauritz Stiller, a loro volta tratti dal romanzo Mikaël (1904) dello scrittore danese Herman Bang; un pittore di mezza età d'innamora di uno dei suoi giovani modelli e per un certo periodo di tempo vivono felicemente assieme sotto lo stesso tetto. Le ultime parole dell'uomo in punto di morte saranno: "Ora posso morire in pace, perché ho visto cos'è il vero amore".
Un altro film notevole del periodo è stato Sesso incatenato (1928) che racconta la storia d'amore avvenuta tra due uomini in una prigione.
Ma anche al lesbismo si allude più o meno velatamente in diversi film dell'epoca, ad esempio in Zapatas Bande (1914) di Urban Gad e Non vorrei essere un uomo (1918) di Ernst Lubitsch; quest'ultimo è la vicenda di una giovinetta che inizialmente ha un carattere e atteggiamento molto da maschiaccio, tanto da farle desiderare d'essere un uomo... alla fine però troverà l'amore tra le braccia del suo "lui" e ciò le farà dire "per fortuna che non sono un uomo!". Vi è nel corso della vicenda un evidente flirt tra lei e un'altra donna, che indossa abiti spiccatamente maschili.
Nel 1928 viene girato Il vaso di Pandora uno dei classici del film muto e in cui si racconta la storia di una prostituta chiamata Lulu; nel film il personaggio della contessa Geschwitz corteggia apertamente la protagonista, anche se la sua visibilità viene ridotta in maniera significativa rispetto al dramma teatrale omonimo da cui è stato tratto per opera di Frank Wedekind.

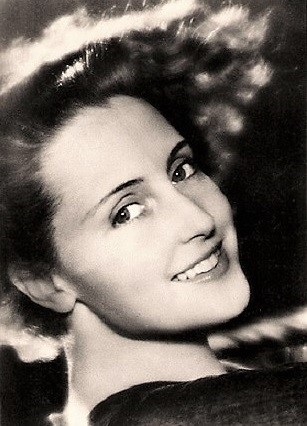
Dorothea Wieck, coprotagonista di Ragazze in uniforme.

Ma il primo film davvero apertamente lesbico della storia del cinema è Ragazze in uniforme la cui trama si svolge in un collegio femminile, dove una delle studentesse s'innamora della propria insegnante: il tema delle "amicizie particolari" qui si ricollega alla rivolta contro un ordine sociale sentito come opprimente.
A seguito della costituzione del Terzo Reich la maggior parte di questi film sono stati vietati e il cinema tedesco patì così un periodo di silenzio totale verso i temi omosessuali e che sarebbe durato fino alla fine degli anni cinquanta.
Scene di caccia in bassa Baviera (1969) narra la vicenda degli abitanti di un paesino montano che si scatenano contro un giovane (Abram) il cui delitto è quello "di starsene alla larga, isolato dalla comunità e dal segreto della propria vita privata".
Del 1970 è Non è l'omosessuale ad essere perverso, ma la situazione in cui vive, diretto da Rosa von Praunheim, considerato uno dei primi film "militanti" del neonato movimento LGBT in Europa.
Il rappresentante più ricordato del nuovo cinema tedesco è Rainer Werner Fassbinder il quale è riuscito a trovare un proprio linguaggio personale per mostrare l'omosessualità, ponendo una grande enfasi soprattutto sulle relazioni di sadomasochismo in cui uno dei partner sfrutta egoisticamente l'altro e cercando così d'equiparare lo sfruttamento sessuale all'oppressione data dalla società capitalista.
Un altro dei suoi film, il postumo Querelle de Brest (1982) era un adattamento del romanzo omonimo dello scrittore francese Jean Genet e che includeva scene con forte contenuto sessuale.
Ai cessi in tassì (1980) di e con Frank Ripploh tratta delle vicende di un insegnante omosessuale a Berlino Ovest.

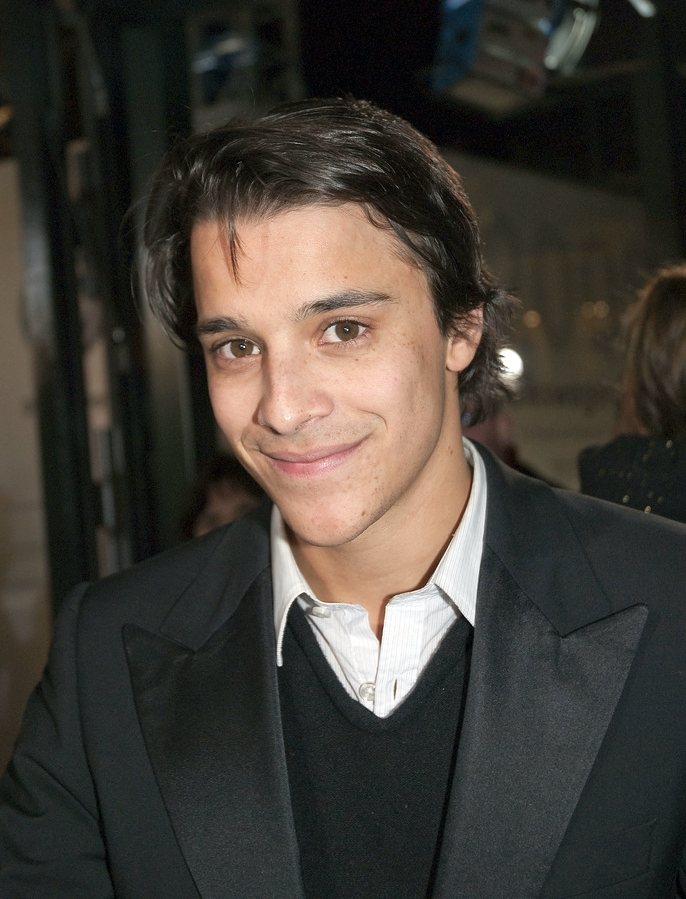
Kostja Ullmann, coprotagonista di Sommersturm, al Festival internazionale del cinema di Berlino nel 2008.

Del 2004 è Sommersturm, una commedia sentimentale sull'innamoramento di un ragazzo nei confronti del suo miglior amico coetaneo nel corso di una vacanza in mezzo ai boschi: esemplare nel descrivere l'omosessualità adolescenziale contemporanea.
Freier Fall (2013) racconta la storia di un poliziotto, Marc Borgmann, e della sua relazione segreta con il suo collega, Kay Engel.

### Cinema britannico

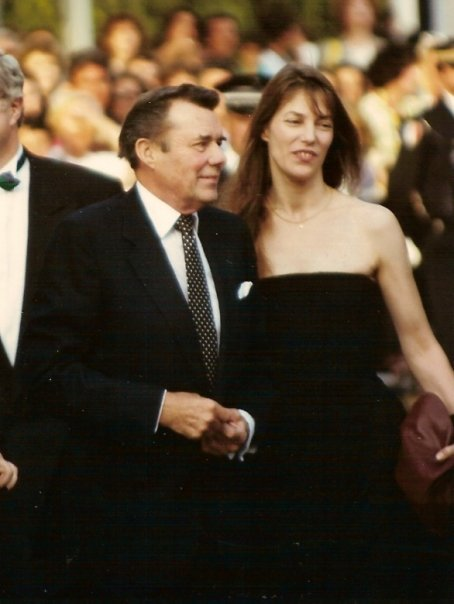
Dirk Bogarde, protagonista di Victim, Il servo, La caduta degli dei e La morte a Venezia, qui assieme a Jane Birkin al festival di Cannes.

Victim (1961) prende posizione contro la legge che, punendo con la reclusione gli atti omosessuali, permetteva anche il ricatto e la continua estorsione nei loro confronti. Questo, oltre a esser stato uno dei film pionieri ad aver affrontato il problema della liberalizzazione dei rapporti omosessuali, è stato anche il primo ad aver utilizzato la parola "homosexual".
Il film è stato accompagnato da polemiche ancor prima delle riprese, in quanto a quel tempo la libera espressione omosessuale era ancora un reato nel Regno Unito (sarà depenalizzata solo nel 1967).
Ne La stanza a forma di L (1962) vi sono per la prima volta tra i personaggi di un film anche un gay e una lesbica.
Ne Il servo (1963) viene messo in scena il "fascino equivoco" esercitato, su un ricco e distinto giovanotto, dal suo cameriere personale.
Il 1967 si apre con Per favore, non mordermi sul collo! di Roman Polański, una commedia horror in cui i protagonisti sono il professor Abronsius (un esperto di vampiri) e il suo assistente Alfred. I due si recano nel castello del Conte Von Krolock, un vampiro che ha rapito Sarah, la ragazza di cui Alfred è innamorato. Nel castello Alfred viene inseguito dal vampiro Herbert, il figlio omosessuale del Conte: si salverà solamente infilandogli tra i denti un libro, sfuggendo così al suo "bacio fatale".
Il primo film britannico sul lesbismo è stato L'assassinio di Sister George (1968), il tema creò non poche polemiche tra il grande pubblico.
Domenica, maledetta domenica, del 1971: un medico omosessuale ama un giovane scultore bisessuale il quale a sua volta ama sia lui che un'assistente sociale. Vengono narrati gli ultimi dieci giorni di questa relazione triangolare; alla fine il giovane si allontana da entrambi, lasciando il medico e la donna soli. Nella pellicola vi è il primo bacio omosessuale filmato "naturalmente" tra due uomini.

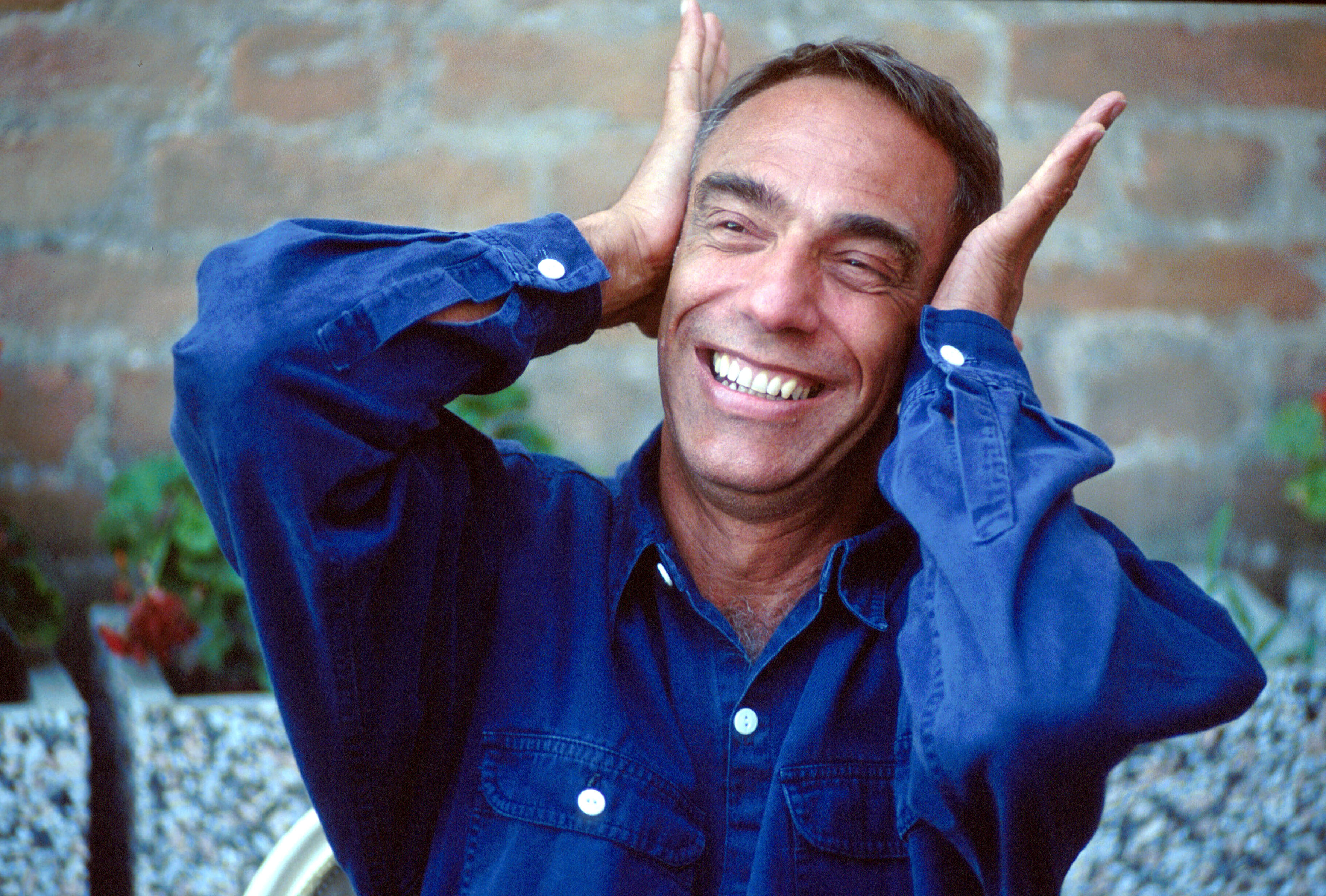
Derek Jarman alla Mostra internazionale d'arte cinematografica di Venezia nel 1991.

Nel 1976 Derek Jarman incomincia la propria carriera registica con Sebastiane, a seguire Caravaggio (1986) ed Edoardo II (1991); il primo era una resa mitica della figura di San Sebastiano, gli altri due si ispirano alle vite del pittore Caravaggio e del re Edoardo II d'Inghilterra. Conclude con Wittgenstein (1993), sulla vita del filosofo austriaco Ludwig Wittgenstein.

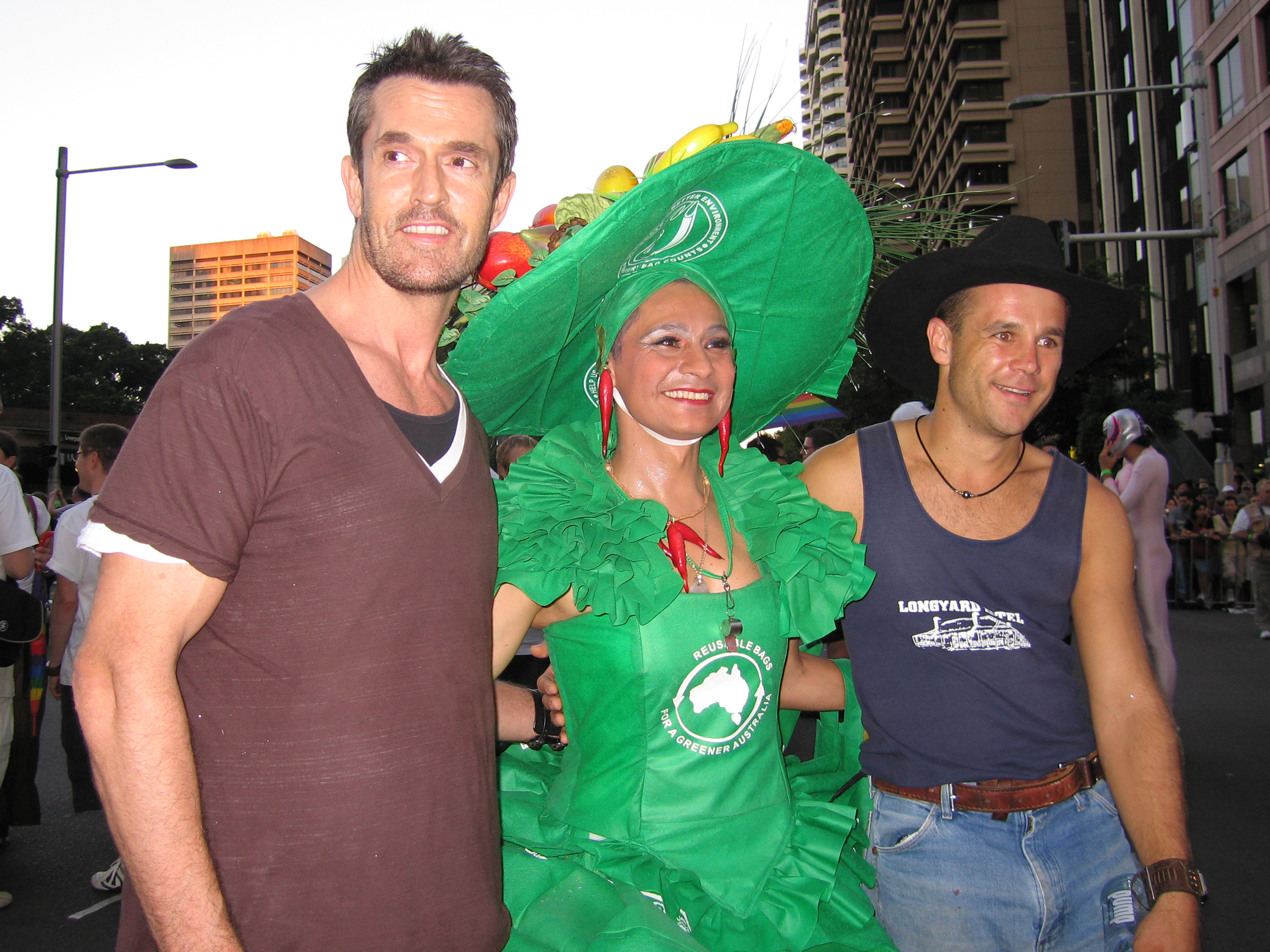
Rupert Everett, coprotagonista di Another Country - La scelta assieme a Colin Firth, qui al Sydney Gay and Lesbian Mardi Gras nel 2007.

Del 1984 è Another Country - La scelta: l'inglese che ha consegnato dei segreti di stato all'Unione Sovietica è un ex studente dell'Università di Cambridge, umiliato a suo tempo a causa della propria omosessualità è ben deciso a vendicarsi dell'ambiente di nascita e dell'intera Civiltà occidentale.

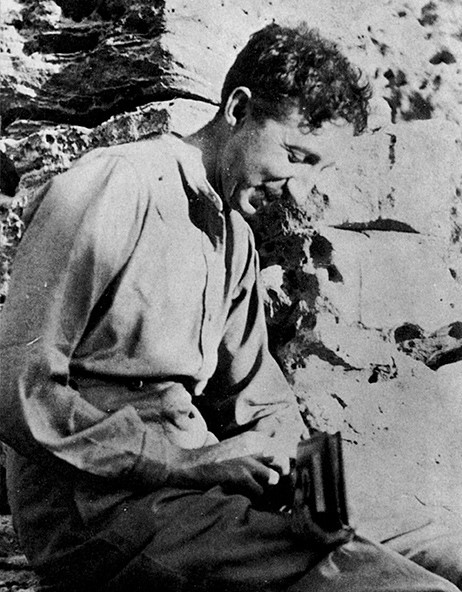
E. M. Forster, autore di Maurice, nel 1917.

James Ivory si è invece specializzato in film ambientati in età vittoriana e nel primo Novecento tratti per lo più da romanzi celebri dello scrittore omosessuale E. M. Forster; l'esempio più noto è dato da Maurice (1987) tratto dall'omonimo romanzo.
Anche uno dei più significativi rappresentanti della cinematografia britannica come Stephen Frears si è cimentato nel tema in My Beautiful Laundrette - Lavanderia a gettone (1985, tratto da un racconto di Hanif Kureishi) che racconta della relazione amorosa nata tra un giovane della classe media anglo-pakistano con un ragazzo inglese di classe operaia: Johnny e il suo amante pakistano affrontano le provocazioni razziste e sessiste della società inglese.
Lo stesso tema viene ripetuto nel 1987 con Prick Up - L'importanza di essere Joe basato sulla vita reale del drammaturgo Joe Orton e sul rapporto tormentato di questi col ragazzo che ha amato: questi, geloso della riuscita dell'amico e sentendosi frustrato e umiliato finisce con l'ucciderlo nel timore di venire abbandonato.
Il cineasta di origini irlandesi Neil Jordan da invece una visione più politicizzata raccontando delle difficoltà occorse alle persone transessuali sullo sfondo del conflitto in Irlanda del Nord, questo sia ne La moglie del soldato (1992) che nel successivo Breakfast on Pluto (2005).
L'omosessualità è presente anche in altri film dell'epoca, con Bent (1997) e Mrs. Dalloway (1997) e in pellicole biografiche come Wilde (1995) e Carrington (1996).
Un altro titolo chiave nel cinema britannico degli anni novanta è stato Beautiful Thing (1996), un film riguardante l'amicizia a sfondo omoerotico tra due adolescenti della classe operaia, di cui uno gay e l'altro maltrattato dal padre violento e alcolizzato.

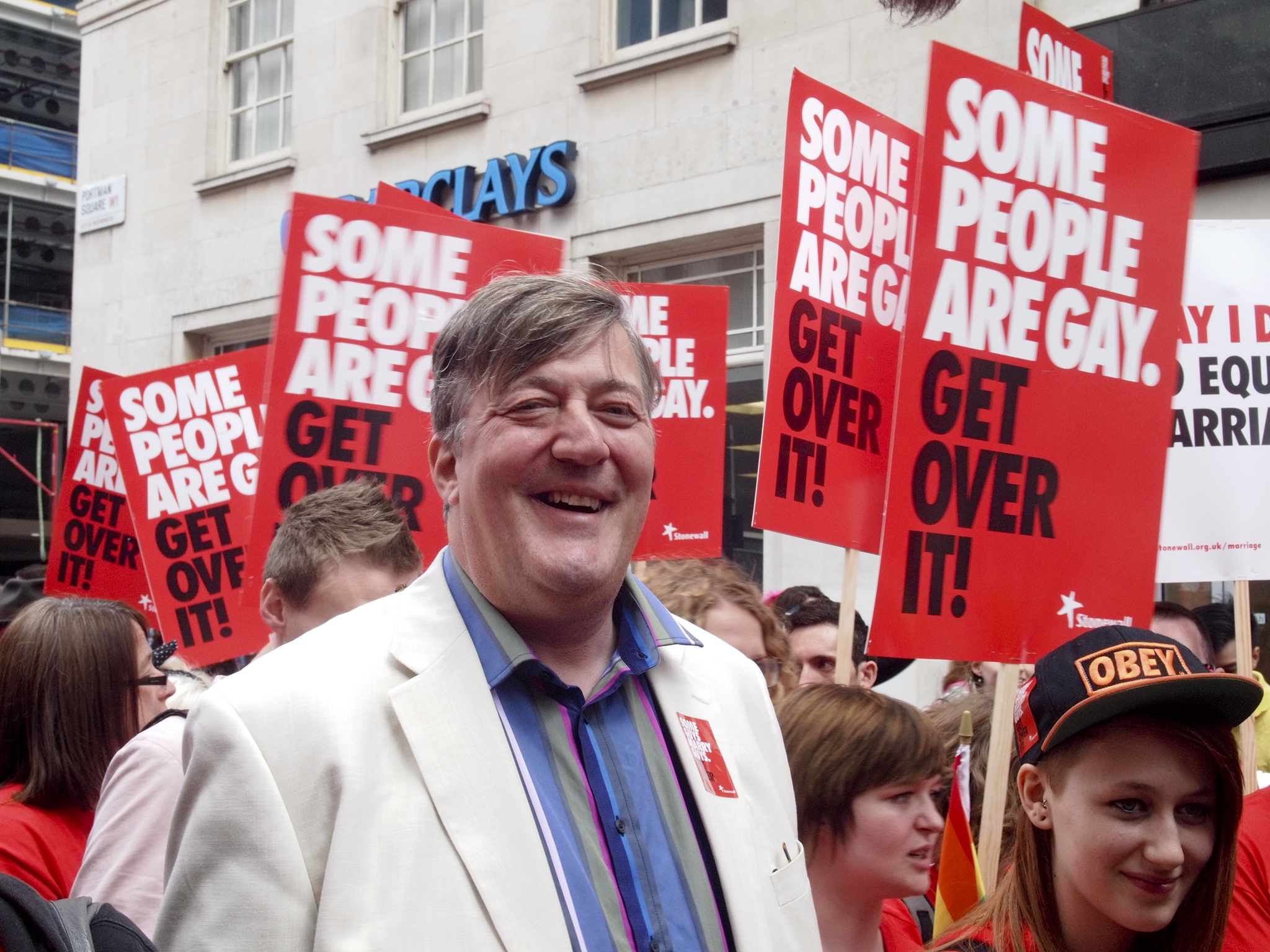
Stephen Fry, protagonista di Wilde, al World Pride di Londra del 2012.

Esso ha contribuito, assieme al coming out effettuato da attori come Antony Sher, Simon Callow, Stephen Fry, Rupert Everett e Ian McKellen a rendere il pubblico in generale più recettivo e interessato ai film a tema LGBT.
Weekend (2011), scritto e diretto da Andrew Haigh, narra di una storia d'amore e di desiderio tra due ragazzi molto diversi fra loro.
The Happy Prince - L'ultimo ritratto di Oscar Wilde (2018), scritto, diretto e interpretato da Rupert Everett, è incentrato sugli ultimi anni della vita di Oscar Wilde, interpretato dallo stesso Everett, e sulle ripercussioni problematiche della sua condanna per omosessualità.
Ammonite (2020) di Francis Lee narra la storia della paleontologa Mary Anning (Kate Winslet), e della sua relazione con la geologa Charlotte Murchison (Saoirse Ronan), pur non essendoci prove storiche sulla relazione sentimentale tra le due donne.

### Cinema francese
In Zero in condotta (1933) di Jean Vigo si racconta di una ribellione di convittori in un collegio di provincia: i due principali agitatori, Tabard e Bruel, paiono legati da un'"amicizia particolare". I compagni chiamano difatti il primo "una femmina" e il direttore non manca di fargli notare che la "sensibilità" sua e quella del suo "amichetto" sono da neuropatici; in una sequenza al rallentatore si può notare il loro sesso ballare sotto le camicie da notte rialzate.
Nel mediometraggio intitolato Un chant d'amour (1950), unica incursione nell'ambito del cinema da parte del poeta e scrittore francese omosessuale Jean Genet, vengono mostrate le relazioni amorose che nascono tra detenuti di un carcere; la pellicola, a causa delle scene sessuali esplicite contenute in essa, è stata vietata in diversi paesi, ma diventando allo stesso tempo una delle prime espressioni di omoerotismo nel cinema.
Le amicizie particolari (1964) diretto da Jean Delannoy e basato sull'omonimo romanzo parzialmente autobiografico dello scrittore francese gay Roger Peyrefitte; ambientato in un rigoroso collegio cattolico

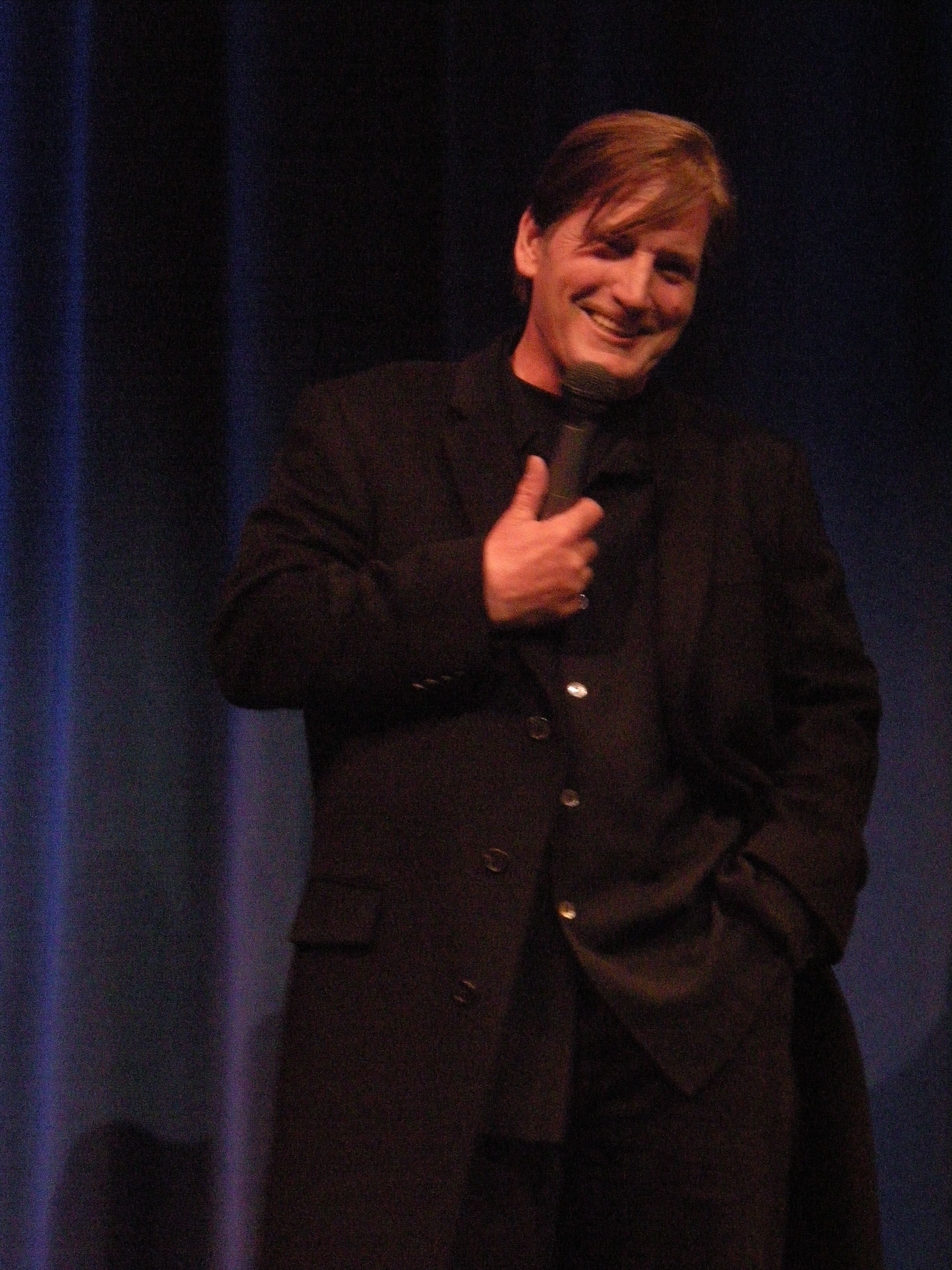
Joe Dallesandro, coprotagonista di Je t'aime moi non plus.

Je t'aime moi non plus del 1975 con Jane Birkin.
Dal punto di vista più intimo e sensuale, l'omoerotismo è presente in varia misura anche in molti film di André Téchiné come Les Innocents (1987), Niente baci sulla bocca (1991), L'età acerba (1994), fino ad arrivare a I tempi che cambiano (2004) e I testimoni (2007) e al recente Quando hai 17 anni (2016).
Allo stesso tempo Notti selvagge (1993) di Cyril Collard ha avuto ampio successo raffigurando la storia di un giovane uomo affetto da HIV che esercita la prostituzione maschile e che nel contempo continua ad avere una relazione con una ragazza.

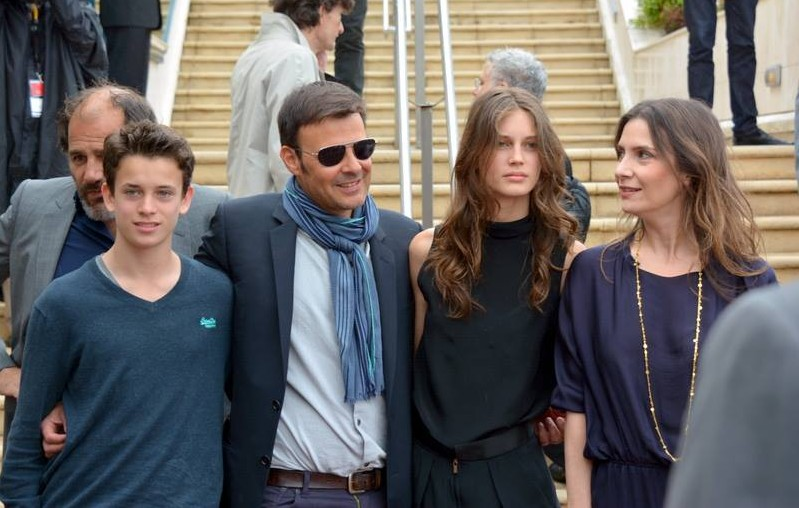
François Ozon con i protagonisti di Giovane e bella al festival di Cannes nel 2013.

Il cineasta François Ozon, è stato paragonato al collega spagnolo Pedro Almodóvar per la sua visione apologetica dell'omosessualità: relazioni gay sono presenti in molti suoi film, da Sitcom - La famiglia è simpatica (1998) a Gocce d'acqua su pietre roventi (2000), da Il tempo che resta (2005) a Il rifugio (2009) a Nella casa (2012).
A tutta velocità (1996), Le Clan (2004) e Après lui (2007) di Gaël Morel.
Il franco-svizzero F. est un salaud (1998) narra la storia d'amore di un ragazzo quindicenne con il giovane cantante tossicodipendente di un gruppo rock.
Quasi niente (2000) diretto dal regista gay dichiarato Sébastien Lifshitz, seguito da Wild Side, ritrae l'omosessualità adolescenziale.
Grande école (2004): un ragazzo fino ad allora felicemente fidanzato si scopre molto attratto fisicamente da un compagno di stanza del college.
Lo sconosciuto del lago (2013) di Alain Guiraudie.
Théo et Hugo dans le même bateau (2016) di Olivier Ducastel e Jacques Martineau è un film erotico che racconta la storia di un ragazzo che dopo aver avuto un rapporto a rischio con uno sconosciuto in un club di cruising, cerca di affrontare la cosa con l'aiuto del suo partner sessuale sieropositivo verso il quale svilupperà un interesse amoroso. Il film ha vinto molti premi nel settore, tra i quali il prestigioso Teddy Award del Festival internazionale del cinema di Berlino.
120 battiti al minuto (2017) di Robin Campillo racconta l'attività dell'Act-Up Paris che ha voluto sensibilizzare l'opinione pubblica sull'AIDS. Il film è stato selezionato per rappresentare la Francia ai premi Oscar 2018 nella categoria Oscar al miglior film in lingua straniera.
La ricerca dell'identità di genere è un tema centrale nelle opere della regista Céline Sciamma sin dal suo film d'esordio Naissance des pieuvres (2007), conosciuto anche come Water Lilies. Nel film l'adolescente Marie si invaghisce della coetanea Floriane, arrivando al punto di lasciarsi consapevolmente usare da quest'ultima pur di starle vicina. Sciamma è omossesuale, ed è stata sentimentalmente legata all'attrice Adèle Haenel, conosciuta proprio durante le riprese di Water Lilies. Quest'ultima ha fatto coming out dichiarando il suo amore per Sciamma durante il discorso di ringraziamenti dopo il Premio César come migliore attrice non protagonista per il film Suzanne. In Tomboy (2011), la giovane protagonista si trasferisce con la famiglia in un nuovo quartiere di Parigi, dove fa credere ai suoi nuovi amici di essere un maschio. Il film si è aggiudicato il Teddy Award e il premio come miglior film al Torino LGBT Film Festival. Dopo Water Lilies e il cortometraggio sull'identità queer Pauline (2010), Sciamma e Haenel tornano a collaborare per il film Ritratto della giovane in fiamme (2019), che narra la storia d'amore tra la giovane pittrice parigina Marianne (Noémie Merlant) ed Héloïse (Haenel), una giovane nobildonna uscita dal convento per andare in sposa ad un nobile milanese. Marianne viene incaricata dalla madre di Héloïse di realizzare il ritratto di nozze della figlia da destinare al futuro sposo, ma fra le due giovani nasce una travolgente storia d'amore. Durante una assenza della madre di Héloïse le due hanno una relazione destinata ad esaurirsi nell'arco di pochi giorni, ma riusciranno a cristallizzare il loro amore nelle arti (pittura, musica e letteratura). Considerato uno dei migliori film della storia del cinema (l'autorevole rivista del British Film Institute Sight & Sound lo posiziona al trentesimo posto dei migliori film di tutti i tempi, il più alto dei film usciti negli anni 2010), Ritratto della giovane in fiamme ha ottenuto numerosi riconoscimenti, tra i quali il Prix du scénario al Festival di Cannes 2019 e la Queer Palm.
Nel film Les Olympiades (2021) di Jacques Audiard, Nora (Noémie Merlant), una delle protagoniste del film, passa le notti in video-chat con la cam girl Amber Sweet (Jehnny Beth). Nel finale le due donne si incontrano di persona in un parco. Un bacio fra le due lascia intuire l'inizio di una relazione sentimentale.
In Winter Boy - Le Lycéen (2022) di Christophe Honoré, Lucas (Paul Kircher) è un diciassettenne omosessuale che si trasferisce nell'appartamento del fratello maggiore Quentin a Parigi in seguito alla morte improvvisa del padre. Giunto nella capitale dovrà fare i conti con la dolorosa elaborazione del lutto per la perdita del genitore, conoscerà il mondo corrotto degli adulti, ma anche l'amore per Lilio, un ragazzo più grande, amico e coinquilino di Quentin.

### Cinema italiano
Il regista Vittorio Caprioli accenna brevemente all'omosessualità, nel 1962, in Parigi o cara. Lo stesso regista, negli anni settanta, girerà uno tra i film a tematica gay tra i più famosi della produzione italiana: Splendori e miserie di Madame Royale con un Ugo Tognazzi che interpreta magistralmente la parte di un gay dalle movenze affettate e decisamente effeminato. La pellicola ebbe un notevole successo, anche se l'epilogo è tragico: "Madame Royale" verrà ucciso alla fine del film e il cadavere vestito da donna sarà ripescato nelle acque di un lago.
Uno dei registi più importanti della storia del cinema italiano è stato Luchino Visconti, apertamente bisessuale e tra i fondatori del neorealismo, evolutosi col tempo a uno stile più personale ed estetico e in cui è più frequente la presenza di personaggi omosessuali e di una forte atmosfera omoerotica.
Ne La caduta degli dei (1969) egli fa una ricostruzione della notte dei lunghi coltelli e un'associazione tra omosessualità e cultura di destra.

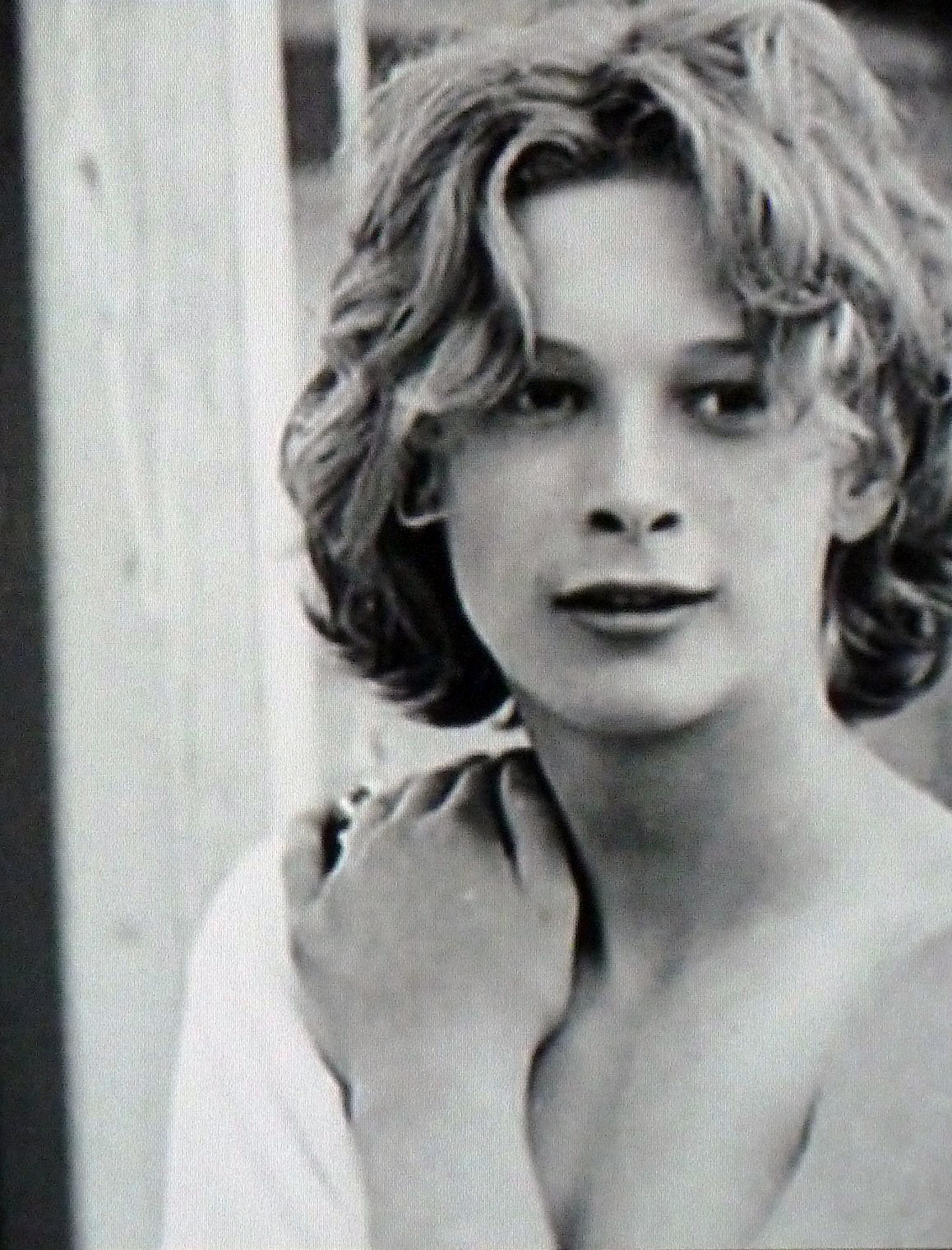
L'adolescente Björn Andrésen, coprotagonista di Morte a Venezia.

Tuttavia la sua opera più iconica rimane Morte a Venezia (1971), adattamento cinematografico ispirato dal racconto lungo di Thomas Mann La morte a Venezia, in cui un compositore ispirato sia a Gustav Mahler che a Friedrich Nietzsche rimane ossessionato dalla bellezza di un adolescente finendo con l'innamorarsene perdutamente.
Ludwig (1973) racconta la tragica vicenda esistenziale del re Ludovico II di Baviera.

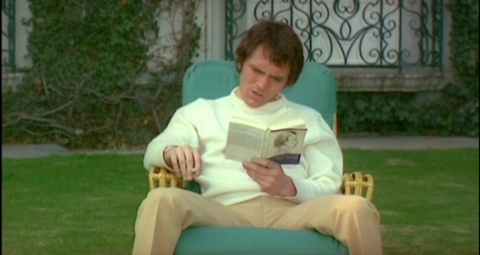
Terence Stamp, l'"angelo" di Teorema che fa innamorare di sé un'intera famiglia borghese.

L'omosessualità è anche uno dei temi determinanti nel cinema di Pier Paolo Pasolini, che l'ha declinata in senso politico presentandola come l'opposto dello stile di vita borghese; Teorema (1968) mostra una famiglia borghese in cui via via tutti i suoi membri - madre, padre, figlio e figlia - s'innamorano di un misterioso ospite giunto improvvisamente in mezzo a loro.
Nella Trilogia della vita composta da Il Decameron (1971), I racconti di Canterbury (1972) e Il fiore delle Mille e una notte (1974) vengono adattati alcuni classici letterari attraverso cui si mostra soprattutto l'erotismo della loro narrazione.
Il suo ultimo film è stato anche il più controverso: in Salò o le 120 giornate di Sodoma (1975), uscito due settimane dopo l'assassinio di Pasolini, egli viene a fondere l'Italia della repubblica di Salò con la filosofia del marchese de Sade, mostrando scene di stupro, umiliazione erotica, coprofagia e tortura.
Se Visconti e Pasolini fecero dell'omosessualità una parte importante del loro discorso artistico, altri registi come Franco Zeffirelli e Bernardo Bertolucci l'hanno invece menzionata meno frequentemente o solo con allusive atmosfere intrise di omoerotismo: basti solo pensare alla rappresentazione fortemente estetica e tutta incentrata sui personaggi maschili in Romeo e Giulietta (1968), Fratello sole, sorella luna (1972) e Gesù di Nazareth (1977).
Di tutti i film di Bertolucci quello più apertamente d'impronta omoerotica è Il conformista (1970) (ispirato dall'omonimo romanzo di Alberto Moravia), in cui un uomo negli anni Trenta in Italia nega la sua autentica sessualità sposando una donna e aderendo al fascismo per il desiderio di cancellare, integrandosi nell'ordine del partito, un'esperienza omosessuale di gioventù.
In Profondo Rosso di Dario Argento, Carlo, il coprotagonista del film, è omosessuale.
Una giornata particolare di Ettore Scola (1977) mostra l'amicizia tra una casalinga interpretata da Sofia Loren e sposata con un membro fanatico del Partito Nazionale Fascista, e un omosessuale interpretato da Marcello Mastroianni e che rappresenta l'opposto esatto di suo marito.
Di notevole interesse la coproduzione franco-italiana Il vizietto del 1978, interpretata da Michel Serrault e Ugo Tognazzi, nel quale il regista Édouard Molinaro ripropone, ancora una volta, l'omosessuale effeminato in chiave comica.

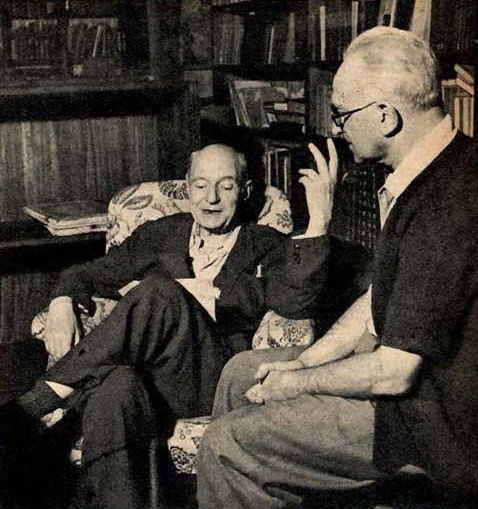
Umberto Saba, autore di Ernesto, nel 1951.

Ernesto (1979) tratto dall'omonimo romanzo autobiografico del poeta triestino Umberto Saba, è uno dei primi film italiani che tratta il tema dell'omosessualità da un punto di vista decisamente neutro, così come Dimenticare Venezia, film in cui il rapporto amoroso di Nicola (Nicky) col suo giovane compagno Picchio (Sandro), viene descritto in maniera naturale, non lesinando diversi nudi frontali maschili, fatto insolito per il cinema italiano dell'epoca.
Gli occhiali d'oro (1987), adattamento dell'omonimo romanzo di Giorgio Bassani, racconta la triste storia di un dottore di mezza età costretto a nascondere la propria affettività nel periodo immediatamente precedente alla seconda guerra mondiale.

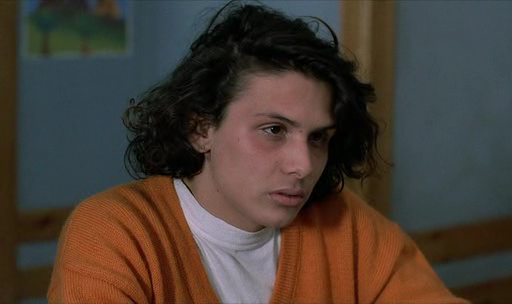
Alessandra Di Sanzo (nata Alessandro) in una scena di Mery per sempre.

Mery per sempre (1989) narra, tra le altre, la vicenda di una giovane transessuale.
Negli anni novanta il regista Pappi Corsicato tratta il tema dell'omosessualità in film quali I buchi neri e I vesuviani, con il tipico tocco surreale dell'autore.
Il testimone di rappresentante del cinema gay italiano lo raccolse a metà degli anni novanta il cineasta turco-italiano Ferzan Özpetek, il quale ha realizzato tutta una serie di opere il cui comune denominatore è l'amore omosessuale: Il bagno turco (1997), Le fate ignoranti (2001), La finestra di fronte (2003) e Mine vaganti (2010).
Negli anni 2010, nel cinema italiano si diffonde la presenza del tema omosessuale sia attraverso film in cui personaggi omosessuali hanno un rilievo centrale, come nella commedia Scusate se esisto! (2014), sia tramite storie incentrate su coming out e accettazione, come nei film Diverso da chi? (2009), Come non detto (2012) e Io e lei (2015).
Gli anni amari (2019) di Andrea Adriatico restituisce sul piano cinematografico la centralità della figura di Mario Mieli nella formazione del movimento omosessuale italiano.

### Cinema spagnolo
Eloy de la Iglesia è stato uno dei maggiori esponenti del Cinema quinqui spagnolo, e Ventura Pons.

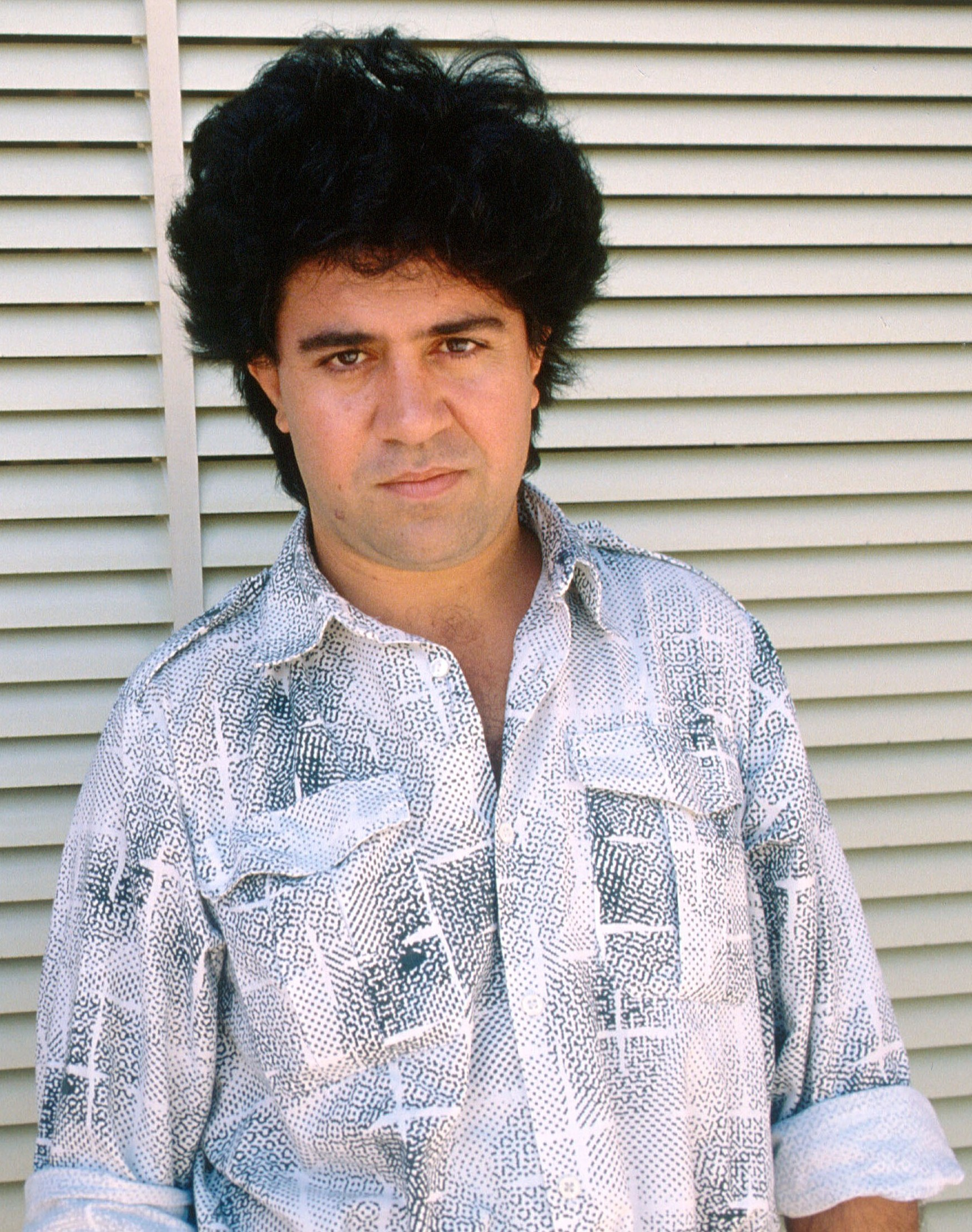
Pedro Almodóvar alla Mostra internazionale d'arte cinematografica di Venezia nel 1988.

Per quanto riguarda il cinema di Pedro Almodóvar, il tema dell'omosessualità è presente praticamente in tutti i suoi film, anche se ve ne sono quattro in cui rappresenta la spina dorsale della trama: Labirinto di passioni (1982), L'indiscreto fascino del peccato (1983), La legge del desiderio (1987) e La mala educación (2005).
Del 2000 è la commedia Krámpack la quale narra l'estate trascorsa assieme da due adolescenti, uno gay e innamorato dell'amico, l'altro irrimediabilmente eterosessuale.

## Nel resto d'Europa
Gli svedesi Pensione Oskar, Sebastian (1995) e Patrik 1,5 (2008); quest'ultimo è una commedia drammatica in cui una coppia gay che desidera adottare un figlio, per un errore nella stampa delle pratiche si vedono entrare in casa non un bambino di un anno e mezzo come pensavano, bensì un quindicenne problematico e con forti pregiudizi omofobi.
Il danese Du er ikke alene (Tu non sei solo, 1978): in una scuola di recupero estiva imperniata a una forte impostazione cristiana sboccia l'amore tra uno studente sedicenne e il figlio dodicenne del preside.
L'islandese 101 Reykjavík.
I norvegesi Sønner (Figli, 2006), che affronta il tema dell'accusa di pedofilia e Mannen som elsket Yngve (2008).
Gli olandesi Voor een verloren soldaat (Per un soldato perduto, 1992) e Jongens (2014): nel primo viene raccontata la relazione amorosa tra un ragazzino e un giovane soldato canadese, ambientato temporalmente nel 1945; nel secondo viene descritto il cammino di auto-consapevolezza di un quindicenne che si sente attratto dai ragazzi suoi coetanei.
Il ceco Mandragora (1997).
L'ungherese Báthory (2008).
Lo svizzero Garçon stupide (2004).
Nel film austriaco Große Freiheit (2021) di Sebastian Meise, il protagonista interpretato da Franz Rogowski viene condannato a due anni di reclusione per aver violato la legge che vietava i rapporti sessuali di tipo omosessuale.

## Omosessualità nel cinema latino americano
I messicani Doña Herlinda y su hijo (1985) e Y tu mamá también (2001).
Il cubano Fragola e cioccolato (1994).
Anche se di produzione statunitense Prima che sia notte (2000) è ambientato a Cuba e girato in spagnolo; racconta la vita dello scrittore Reinaldo Arenas e la persecuzione contro gli omosessuali attuata da Fidel Castro.
Il peruviano No se lo digas a nadie (1998).
L'argentino Plata quemada (2000).
Il venezuelano Azul y no tan rosa (2012), la prima e propria pellicola cinematografica a tematica LGBT prodotta nel paese ed entrata nel circuito commerciale di massa; racconta il difficile rapporto di un fotografo gay col figlio adolescente avuto a 15 anni da una compagna di scuola e che non vedeva da ben cinque anni: dovrà riuscire a superare, però, anche le drammatiche conseguenze di un brutale pestaggio subito dal compagno medico.
Il brasiliano Hoje eu quero voltar sozinho (2014).

## Produzioni cinematografiche asiatiche
Dalla metà circa degli anni novanta si è verificato un vero e proprio boom sia di film veri e propri sia di dorama live action (adattamenti di serie televisive di manga e/o anime a tematica LGBT provenienti dall'estremo Oriente): queste produzioni sono soprattutto giapponesi, ma non solo, non mancano difatti pellicole create in Corea del Sud, Taiwan, Hong Kong, Filippine e Thailandia.
Nella maggioranza dei casi, per chi è abituato agli standard del cinema occidentale, potrebbero anche apparir come viziati da esagerata ingenuità; ma proprio questa risulta esser la loro specialissima caratteristica. V'è poi da sottolineare l'estrema lentezza del cinema asiatico rispetto all'iper-velocità a cui ci ha abituato quello europeo e americano, che ad alcuni può risultar insostenibile. Pochissimi di questi film sono giunti fino a noi, doppiati o comunque disponibili in DVD sottotitolati; per il resto vengono raccolti e tradotti da appassionati in fansub specializzati; soprattutto di lingua spagnola, ma anche in russo e arabo.
Il vietnamita Lost in Paradise (2011), la prima pellicola cinematografica a forte impatto commerciale a tematica LGBT mai prodotta nel paese.

### Cinema cinese e taiwanese
L'omosessualità è stata ampiamente ritratta nell'arte cinese, ma a seguito della creazione della Repubblica popolare cinese nel 1949 è diventata qualcosa di illegale. Dopo la morte di Mao Tse Tung (1976) un poco alla volta il parere sopra l'omosessualità è cambiato e si è venuto a verificare un progresso, rappresentato ad esempio dalla depenalizzazione della sodomia (1997) e dalla rimozione dell'omosessualità dalla lista delle malattie mentali (2001).
I riferimenti più antichi presenti nei film cinesi sono rappresentati da The Big Road (La grande autostrada del 1934) diretto da Sun Yu, un film muto ambientato durante la guerra sino-giapponese che racconta la vita di un gruppo di uomini impegnati nella costruzione di una strada strategica per lo sviluppo della scena del conflitto in corso; e "Due sorelle" (1965, di Xie Ying), un dramma che narra la vicenda di due donne di una compagnia d'opera in viaggio nel 1935.
Il regista Stanley Kwan di Hong Kong è uno dei pochi registi asiatici dichiaratamente omosessuali, e ad aver realizzato pellicole sul tema dell'omosessualità.. Il suo primo film, intitolato "Nu ren xin" (Donne) del 1985, affronta la tematica omosessuale attraverso un gruppo di amiche divorziate. Nel 1996 ha realizzato Yang ± Yin, un documentario in lingua cinese a tematica LGBT.
In Ren Zai Niu Yue (Luna piena a New York, 1989) appaiono le vicende molto diverse di tre lesbiche cinesi residenti a New York, dove viene messo in evidenza il rapporto tra la cultura cinese e l'omosessualità. Anche in Hold You Tight (1997) si affaccia nuovamente il tema mostrando il deterioramento della relazione tra una donna e suo marito, il quale incomincerà un'avventura con il guardiano di una piscina.
Lan Yu (2001), una storia d'amore tra due uomini nella Cina del 1989 che esplora il mondo della prostituzione maschile; un imprenditore di successo assume giovani ragazzi per il sesso e finisce con l'incontrare Lan Yu, inesperto e appena giunto a Pechino per studiare architettura.
L'attore Leslie Cheung è stato uno dei pochi attori di origine cinese ad aver interpretato personaggi omosessuali sul grande schermo sin dai primi anni novanta. Icona queer, Cheung era bisessuale, come affermato da lui stesso in un'intervista nel 2001 a Time Asia. È ricordato per i suoi personaggi cinematografici LGBT a partire dal film Addio mia concubina (1993) di Chen Kaige, dove interpreta un cantante Dan (attore teatrale che ricopre ruoli femminili) che si innamora del suo partner di lavoro. Tratto dall'omonimo romanzo di Lilian Lee, il film ha vinto la Palma d'oro al 46º Festival di Cannes, il Golden Globe al miglior film straniero, Il BAFTA al miglior film non in lingua inglese, e ha ottenuto la candidatura all'Oscar al miglior film straniero. Tuttavia, mentre nel libro il rapporto omosessuale tra i due attori è esplicito, nel film è trattato più velatamente. Cheung prende parte anche al film Happy Together (1997) di Wong Kar-Wai. Ambientato a Buenos Aires, racconta la tormentata e intensa relazione sentimentale tra due uomini di origini cinesi. Il film è stato presentato in concorso al 50º Festival di Cannes, dove ha vinto il Prix de la mise en scène.
Dong gong xi gong (1996, di Yuang Zang) in cui il rapporto di sadomasochismo tra un giovane scrittore gay e la polizia mette in mostra la difficoltà di essere omosessuale nella Cina contempiranea. In chiave sitcom è invece "Nánnán nǚnǚ" (1999, di Liu Bingjian) in cui viene mostrato l tentativo di matrimonio combinato da parte di un giovane il quale però non mostra alcun interesse ad avere buoni risultati con le donne.
Looking for Rohmer (Wang Chao, 2013) è una co-produzione franco-cinese che è riuscita a ottenere il permesso da parte delle autorità per la proiezione senza alcuna censura; mostra la storia d'amore tra due uomini - un francese e un cinese - nel corso di un viaggio in Tibet.
Il film Il banchetto di nozze (1992) di Ang Lee, coproduzione taiwanese-statunitense, costituisce il primo approccio del regista con le tematiche queer. Il film, che ha ottenuto l'Orso d'oro al Festival di Berlino, racconta i tentativi di un giovane imprenditore taiwanese che da anni vive negli U.S.A. di nascondere alla famiglia la propria omosessualità, nonché la consolidata storia d'amore con un giovane newyorkese.

### Cinema filippino
A partire dalla metà degli anni '50 del XX secolo possiamo trovare film comici con personaggi LGBT prodotti nelle Filippine; la pellicola pionierista è, in questo senso, Jack and Jill (di Mar Torres, 1955). Dalla fine degli anni '70 s'incominciano a mostrare dei ritratti più veri delle persone omosessuali, soprattutto in produzioni drammatiche, commedie o film di stile exploitation.
Nella vasta filmografia del regista Gil Portes ci sono film con sentori di attivismo LGBT come ad esempio Miguel/Michelle (del 1998), che mostra un giovane uomo emigrante negli Stati Uniti d'America e che in anni più tardi è tornato a casa propria dopo un'operazione di riassegnamento sessuale, oppure Markova: Comfort Gay (del 2000), che si concentra su un gruppo di giovani i quali, durante l'occupazione giapponese a seguito della campagna delle Filippine (1941-1942), sono costretti ad avere rapporti sessuali con i soldati dell'esercito giapponese come unico modo per sopravvivere in mezzo alla guerra.
Un altro regista importante è Carmelo "Mel" Chionglo con Midnight Dancers (Sibak, del 1994) che offre la storia di tre giovani e attraenti fratelli che di lavoro fanno i go-go dancers e in certe occasioni capita loro anche di prostituirsi, riflettendo anche i principali problemi della società filippina come la corruzione della polizia.

### Cinema giapponese
La filmografia di tematiche LGBT in Giappone è stata rappresentata in diverse occasioni e con vari approcci principalmente a partire dagli anni '80 del XX secolo. Il primo film che come tema centrale ha affrontato questo argomento è considerato un cult: Beautiful Mystery del 1983 diretto da Genji Nakamura. Gli indirizzi in chiave parodistica e comica sono un fatto reale in questa pellicola; la storia narra del suicidio rituale attraverso seppuku dello scrittore Yukio Mishima, candidato in diverse occasioni al Premio Nobel per la letteratura nonché omosessuale mai dichiaratosi pubblicamente, il tutto visto attraverso gli occhi di un giovane studente di nome Shinoara, attratto dall'esercito privato creato da Mishima. Il ragazzo scopre ben presto che, dopo lunghe ore di addestramento militare estenuante, i soldati praticavano continue orge a letto tra di loro. Nakamura è un prolifico regista giapponese di film per adulti, mercato a cui era originariamente diretto anche questo film, ma che in seguito è stato mostrato in diversi festival LGBT e nel circuito commerciale.
Uno dei più importanti registi giapponesi fu Nagisa Ōshima (1932-2013). Direttore di straordinaria sensibilità e produttore di alcuni dei film giapponesi maggiormente internazionali, come ad esempio Ecco l'impero dei sensi (1976) o L'impero della passione (1978), e acclamato sia in patria sia all'estero, ha guadagnato un ampio riconoscimento in festival internazionali come il festival di Cannes. La tematica omosessuale è particolarmente presente in due delle sue produzioni: Furyo (1983) e Tabù - Gohatto (1999).
David Bowie nella prima pellicola ha assunto uno dei ruoli più importanti assieme a Ryūichi Sakamoto e Takeshi Kitano, egli si trova in un campo di prigionia giapponese durante la seconda guerra mondiale; il capitano Yanoi impone valori come la disciplina, l'onore e la gloria in autentico stile giapponese, ma in realtà il suo zelo nasconde un'omosessualità repressa e rivelarlo equivarrebbe al disonore. Jack inaspettatamente, un soldato britannico catturato in combattimento, è destinato al campo sotto gli ordini di Yanoi, catalizzando tutte le energie e i desideri del capitano.
L'ultima pellicola di Oshima è stata Gohatto; esso rompe il tabù dell'omosessualità nel mondo dei samurai mostrando scene d'intenso erotismo e la forma di lotta del kendō come fosse una danza di seduzione. Basato su due romanzi brevi di Ruorato Shiba, la storia viene ambientata nella primavera del 1865 in una scuola di formazione per samurai durante il periodo Bakumatsu; la milizia Shinsengumi è alla ricerca di nuove reclute da far diventare guerrieri. Il comandante e il tenente sorvegliano il duro processo di formazione e che richiede che ogni aspirante debba affrontare l'uomo migliore della milizia, ma con l'arrivo di un adolescente di una bellezza mozzafiato viene piantato tra i giovani samurai il seme del desiderio, della gelosia, della passione e della morte.
Summer Vacation 1999 (di Shūsuke Kaneko, 1988) è un film indipendente basato sul manga pubblicato nel 1974 Il cuore di Thomas. Narra delle vacanze estive di tre ragazzi i quali sono rimasti da soli senza adulti che controllino a contatto nel collegio in cui studiano: tra due di loro emerge una relazione d'amore.
Kira Kira Hikaru (Twinkle, del 1992) per la regia di Joji Matsuoka racconta della forte pressione sociale subita da una donna emotivamente instabile, alcolizzata e troppo vecchia per sposarsi e di un medico gay; assieme a uno studente, con cui il medico ha avuto un rapporto, nasce tra i tre la storia di un'avventura indescrivibile di amicizia e amore.
Il regista Ryōsuke Hashiguchi ha più volte affrontato le tematiche omosessuali nei suoi film, conosciuto attraverso il suo esordio cinematografico di maggior successo A Touch of Fever (Hatachi non binetsu, del 1993). Tatsuro è uno studente di college e Shinichirô uno studente di liceo; per motivi differenti si sono edicati entrambi alla prostituzione maschile e fra i due si forgia presto una solida amicizia che arriva fino al punto da farli convivere insieme, spingendo presto il ragazzo a innamorarsi del giovane uomo. Shinichirô si rifiuta però di ammettere i loro reciproci sentimenti e perde così l'occasione di rivelarli a Tatsuro.
Il successo che ebbe a ottenere con questo film permise a Hashiguchi di affrontare nuove produzioni come Nagisa no Shindobaddo (1995) che narra la storia di Ito, un timido ragazzo di seconda media attratto dal suo compagno di classe e miglior amico Yoshida, il quale non è a conoscenza dei sentimenti più intimi di Ito. Hush! (2001) parla di un nuovo modello di famiglia che emerge tra Asako, una giovane donna depressa sempre distante e ostile con le persone che gli stanno intorno la quale, dopo aver incontrato Naoya e Katsushiro, una giovane coppia gay che gli propone di avere un figlio con uno di loro. La storia fra il terzetto riuscirà e l'amore, l'amicizia e la comprensione cominciano a fiorire intorno a loro.
800 Two Lap Runners (1994) diretto da Ryūichi Hiroki è una storia di rivalità sportiva tra due corridori di atletica leggera delle scuole superiori; provenienti da culture e classi sociali differenti sembrano uniti solamente dal loro presunto interesse per le donne, ma dopo essersi incontrati scoprono una pulsione che li porta ognuno ad amare l'altro.
Il controverso e prolifico regista Takashi Miike ambienta il suo Blues Harp (1998) nei sobborghi e nell'ambiente della mafia giapponese. Mentre si trova in fuga da un clan rivale yakuza Kenji si nasconde in un vicolo e lì incontra il cameriere Chuji che, quella stesa notte, accoglie il fuggiasco in camera sua e, nonostante siano appartenenti a clan contrapposti s'impegnano in un intenso rapporto d'amicizia.
In Big Bang Love, Juvenile A (46-okunen no koi, 2006) narra della relazione e del rapporto di stima e di affetto che nasce in carcere tra Jun, un giovane introverso che lavora in un bar, e il compagno assassino che ha violentato e ucciso Shiro, un prigioniero che esercitava la violenza per diventare il leader incontrastato. Bloccati nella stessa prigione e nonostante le differenze apparenti tra i due s'instaura uno stretto rapporto interrotto da un delitto misterioso.
L'esordio alla regia di Akira Ogata ha avuto luogo con il film Boy's Choir (Dokuritsu shonen Gasshoudan, del 2000), il dramma di un gruppo di adolescenti detenuti in un orfanotrofio cattolico nel decennio travagliato degli anni '70. Michio è un quindicenne il cui padre balbuziente muore all'improvviso, viene pertanto inviato nell'orfanotrofio cattolico poco distante; presto conosce Yasuo, un ragazzo dall'aspetto effeminato, che è la principale voce del coro. Egli canta per prepararsi al concorso corale nazionale, ma il caos politico dei tempi arriva a influenzare il loro rapporto. Il film è stato presentato al festival di Berlino e il suo direttore ha vinto il New Directors Award dalla Directors Guild of Japan.
In un'atmosfera complessa, obsoleta e bizzarra si snoda Mayonaka senza Yaji-san Kita-san (2005, di Kankurō Kudō). È un film d'avventura con una coppia di samurai gay del periodo Edo, Yaji e Kita i quali anelano a sfuggire dalla loro esistenza noiosa; quando hanno abbastanza fiducia in sé stessi per proclamare il loro reciproco amore, salgono su una moto e fuggono in cerca di avventura fino a effettuare il pellegrinaggio al santuario di Ise. Entrambi sperano che il viaggio li porterà alla felicità e Yaji di essere in grado di lasciare la dipendenza che deve all'eroina e alle pillole.
Mezon do Himiko (2005) diretto da Isshin Inudo presenta un dramma ambientato in una casa per anziani gay e parla di Saori e del figlio omosessuale di uno degli anziani che medita la morte imminente del vecchio.
Sukitomo (di Mitshuhiro Mihara, 2006) propone un triangolo amoroso insolito tra il giovane Aoi, membro di una squadra di boxe che è al suo terzo anno di college, Yoshiko, il suo migliore amico e che sembra più un fratellino anche se questo sente qualcosa di più per lui di una semplice amicizia, e la sorella Misao, che vuole anche lei il suo amore in segreto ed è gelosa della sua relazione con Yoshiko.
Il film indipendente Itsuka no kimi e di Kei Horie (2207) è la storia incentrata su Noburu, studente di fotografia dalla personalità introversa, e il suo popolare compagno di classe Hayase; questi durante un'escursione subisce un incidente e Noboru gli viene in soccorso salvandogli la vita e senza quasi rendersene conto gli pratica la respirazione artificiale bocca a bocca, dando così presto luogo alle interpretazioni errate dei compagni. Ma ora Hayase comincia a provare dei forti sentimenti nei confronti di Noboru cercando di rompere la corazza che circonda i giovani.; quando Hayase ha incontrato il fratello gemello di Noboru, Ryu, un ragazzo estroverso e divertente, Hayase ci vuole fare amicizia anche se i sentimenti di Hayase cominciano a farsi sempre più confusi. Tuttavia ben presto si scopre una terribile verità dietro la vita dei due gemelli.

### Cinema thailandese
I thailandesi The Iron Ladies (2001), Beautiful Boxer (2004), Bangkok Love Story (2007), The Love of Siam, My Bromance (2014) e Water Boyy (2015).

## Nel resto del mondo
Gli israeliani Yossi & Jagger (2002), Camminando sull'acqua (2004) e Yossi (2012), tutti e tre per la regia di Eytan Fox.
Out in the Dark (2012).
L'australiano Head On, Holding the Man e Priscilla - La regina del deserto (The Adventures of Priscilla, Queen of the Desert) 1994 diretto da Stephan Elliott,

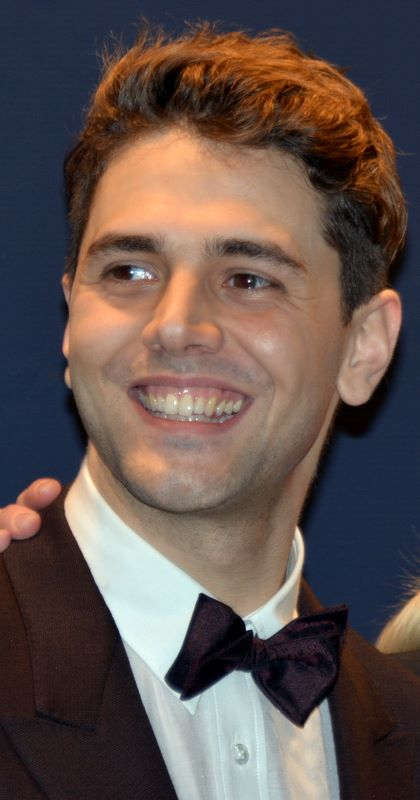
L'attore e regista canadese Xavier Dolan.

I canadesi Hustler White (1997) di Bruce LaBruce, Lilies (1996), C.R.A.Z.Y. (2005) e soprattutto J'ai tué ma mère e Les amours imaginaires di e con l'attore-regista gay Xavier Dolan. In Jet Boy (2001) un tredicenne è costretto a prostituirsi per procurare la droga alla madre tossicodipendente.
Il sudafricano Skoonheid (2011).

## Festival e premi cinematografici LGBT

Pier Paolo Pasolini, famoso regista cinematografico omosessuale.

Accanto alla produzione di film, negli anni settanta del XX secolo incomincia a svilupparsi l'idea di un festival cinematografico dedicati alle tematiche LGBT. Negli Stati Uniti d'America, nel 1976, viene fondato dall'associazione Frameline il San Francisco International LGBT Film Festival, manifestazione che oggi è in grado di attrarre dai sessantamila agli ottantamila spettatori e che detiene il primato di più grande rassegna cinematografica LGBT. Qualche anno più tardi, nel 1982, sempre negli Stati Uniti d'America, a Los Angeles, nasce l'Outfest.
Il primo festival internazionale europeo a tematica LGBT nasce negli anni ottanta a Torino. Si tratta del Torino GLBT Film Festival - Da Sodoma a Hollywood, noto anche con il nome Togay, e fondato nel 1986. Nello stesso periodo hanno inizio come rassegne cinematografiche il London Lesbian and Gay Film Festival e il Festival MIX Milano. L'anno successivo, nel 1987 in Germania alla Berlinale viene introdotto il Teddy Awards, premio dedicato alla cinematografia gay e assegnato per la prima volta a Pedro Almodóvar per il suo film La legge del desiderio, con Antonio Banderas. Sulla scorta del modello berlinese, nel 2007, alla Mostra internazionale d'arte cinematografica di Venezia, viene introdotto il Queer Lion premio collaterale dedicato al miglior film a tematica gay, lesbica, bisessuale, trans* o queer. Nasce nel 2011 infine il Sicilia Queer Filmfest, primo festival internazionale di cinema LGBT e nuove visioni, che si svolge a Palermo nel mese di giugno.
La sempre maggior attrazione dei paesi economicamente sviluppati verso il cinema gay ha portato al crescente sviluppo di festival a tema omosessuale, quando, soprattutto sul finire degli anni ottanta e l'inizio degli anni novanta, sono stati fondati diversi eventi culturali di questo tipo. La nazione che ha avuto il più grande proliferare di festival sono stati gli Stati Uniti d'America. Sono statunitensi l'Out on Film di Atlanta del 1987, il Tampa International Gay and Lesbian Film Festival e il Rainbow Film Festival di Honolulu del 1989, il Reel Affirmations di Washington del 1991, il North Carolina Gay & Lesbian Film Festival di Durham e il Philadelphia International Gay & Lesbian Film Festival del 1995, il Seattle Lesbian & Gay Film Festival del 1996, lo Houston Gay and Lesbian Film Festival del 1997 e il Southwest Gay and Lesbian Film Festival di Albuquerque del 2003.
Nel resto dei paesi ricchi sono stati fondati i canadesi Reel Pride di Winnipeg del 1987, il Vancouver Queer Film Festival del 1988, l'Inside Out Film and Video Festival di Toronto nel 1991 e il Fairy Tales International Gay & Lesbian Film Festival di Calgary del 1997, l'australiano Melbourne Queer Film Festival e il finlandese Vinokino di Turku del 1991, l'irlandese Dublin Lesbian and Gay Film Festival del 1992, il giapponese Tokyo International Lesbian & Gay Film Festival del 1992, il sudafricano Out In Africa South African Gay and Lesbian Film Festival di Johannesburg e Città del Capo del 1994, lo spagnolo LesGaiCineMad di Madrid nel 1995, il portoghese Lisbon Gay & Lesbian Film Festival nel 1996; gli svizzeri il Pink Apple di Zurigo e Queersicht di Berna, entrambi del 1997.
Solo nel XXI secolo sono invece nati i primi festival in stati economicamente in via di sviluppo come il rumeno Serile Filmului Gay di Cluj-Napoca del 2003, il russo International Gay and Lesbian Film Festival «Side by Side» del 2008 e l'indiano Kashish - Mumbai International Queer Film Festival del 2010.
Poj Arnon.